# Leingarten
Leingarten ist eine Stadt im Landkreis Heilbronn (Baden-Württemberg), die im Zuge der Gebietsreform am 1. Januar 1970 aus dem Zusammenschluss der Gemeinden Großgartach und Schluchtern entstand und zum 1. Januar 2020 zur Stadt erhoben wurde.

## Geographie
Leingarten mit den praktisch nahtlos zusammengewachsenen Teilorten Großgartach und Schluchtern (zu Schluchtern gehört noch der Ortsteil Riedhöfe) liegt im Leintal, im westlichen Teil des Landkreises Heilbronn. Nachbarstädte und -gemeinden sind Nordheim und Schwaigern sowie der Stadtkreis Heilbronn mit den Stadtteilen Kirchhausen, Frankenbach, Böckingen und Klingenberg. Das Stadtgebiet liegt beiderseits der Lein und zieht sich im Südwesten teilweise auf die nordöstlichen Ausläufer des Heuchelbergs. Im Osten beginnen die absteigenden Schotterterrassen des Neckars. Beide Teilorte liegen auf etwa 170 m ü. NN mit 315,2 m bei der Heuchelberger Warte und 164,4 m am östlichen Leinbach. Das Leintal gehört naturräumlich zum Kraichgau und zur Großlandschaft der Neckar- und Tauber-Gäuplatten. Die Keuperflächen sind überwiegend von Löss bedeckt, der an einigen Stellen von Mergelinseln durchbrochen wird, stellenweise besetzt mit Reben. Die Keupermergelböden sind zäh und tonig, die Bodenflächen manchmal wechselfeucht oder sumpfig. Das Wuchsklima ist warm und begünstigt Acker-, Obst- und Weinbau.
Flächenaufteilung

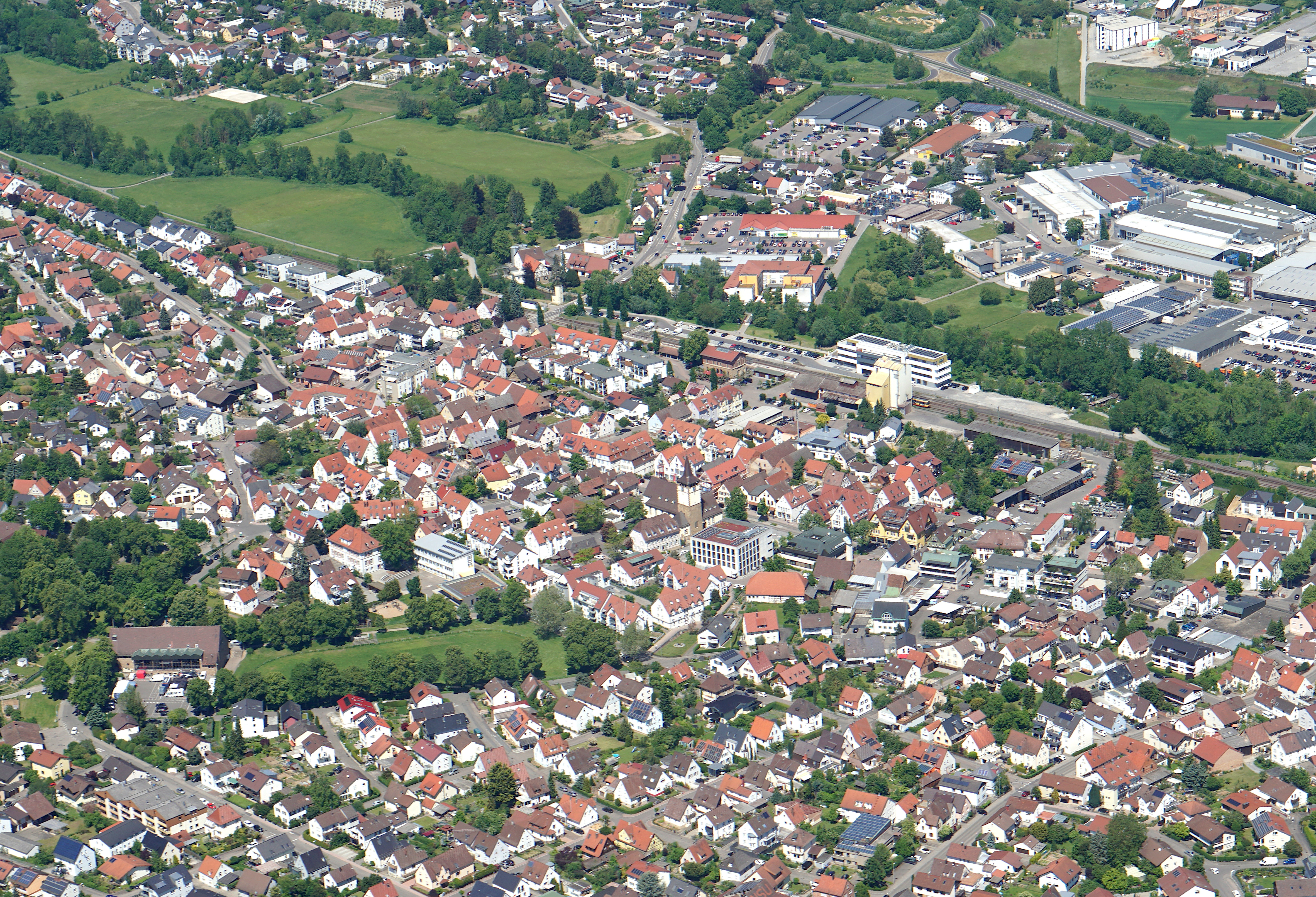
Das Ortszentrum von Leingarten

Nach Daten des Statistischen Landesamtes, Stand 2014.

## Geschichte

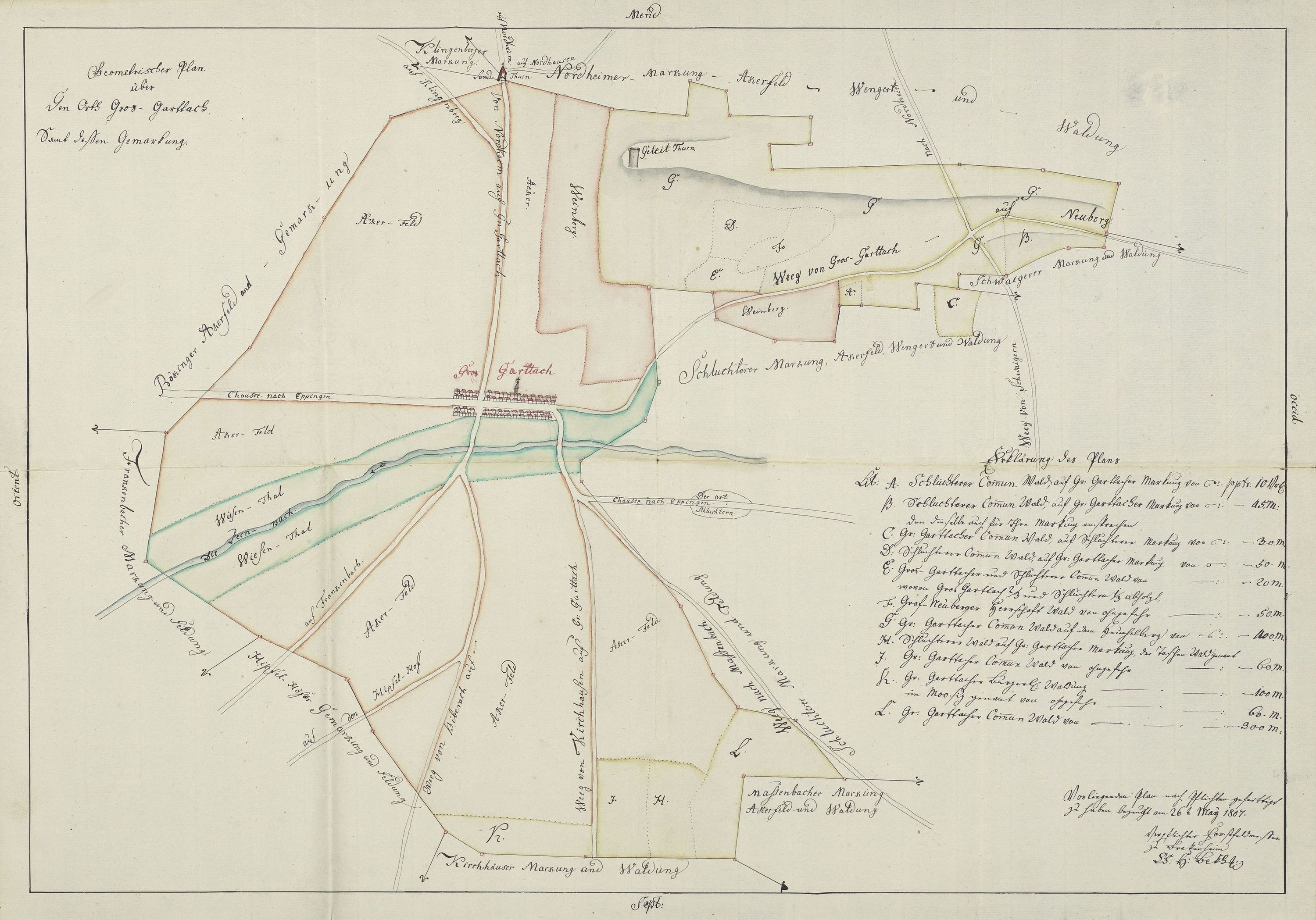
Großgartach 1807

Schon im Altneolithikum vor mehr als 7000 Jahren siedelten Menschen in der heutigen Leingartener Gemarkung. Der Heilbronner Arzt Alfred Schliz (1849–1915) entdeckte die steinzeitliche Siedlung von Großgartach mit zahlreichen Funden aus Stein, Knochen und Ton. Wegen der charakteristisch verzierten Keramik prägte er den Begriff Großgartacher Kultur. Auf der Hochfläche des Heuchelbergs untersuchte er Grabhügel der Schnurkeramiker und in den Lanzenäckern und im Holzgrund legte er bronzezeitliche Wohnstätten frei. Der Fund einer Gussform für Bronzestifte und zuletzt die Ausgrabungen 2009 im Neubaugebiet Kappmannsgrund weisen ebenfalls auf eine Besiedlung in der Bronze- und Eisenzeit hin. Die fast eingeebnete spätkeltische Viereckschanze Röthe am südwestlichen Ortsrand im Ortsteil Schluchtern lieferte Fundstücke aus dem 2. und 1. vorchristlichen Jahrhundert. Eine Römerstraße liegt unterhalb der heutigen Hauptstraße im Ortsteil Großgartach, und unterhalb der Frankenschanze fand man Hinweise auf einen römischen Siedelplatz. Innerhalb des Dorfes befand sich offenbar auch eine villa rustica.
Die Leingartener Teilorte Großgartach und Schluchtern sind im Lorscher Codex zum ersten Mal schriftlich bezeugt. „Im 15. Jahr des Königs Pippin“, was den Jahren 766 und 767 entspricht, erscheinen sie als Gardaha und Sluhtra in Schenkungsurkunden des Klosters Lorsch. Im Zuge der baden-württembergischen Gebietsreform vereinigten sich die beiden Dörfer am 1. Januar 1970 zur neuen Gemeinde Leingarten. Auf Antrag der Gemeinde Leingarten hat das Innenministerium Baden-Württemberg am 5. November 2019 beschlossen, der Gemeinde ab Januar 2020 das Stadtrecht zu verleihen. Die Gemeinde darf sich somit „Stadt Leingarten“ nennen.

### Großgartach

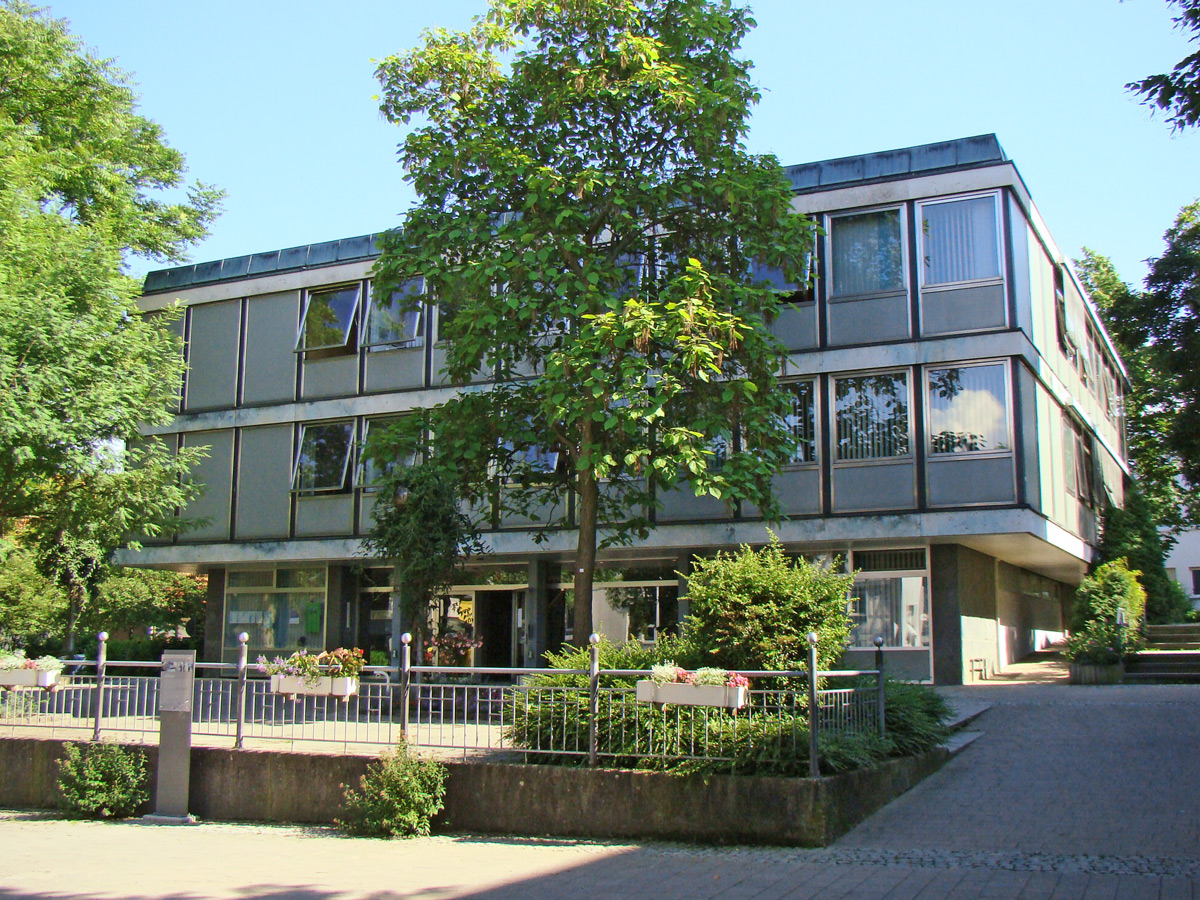
Ehemaliges Rathaus an der Heilbronner Straße in Leingarten (abgerissen 2009)

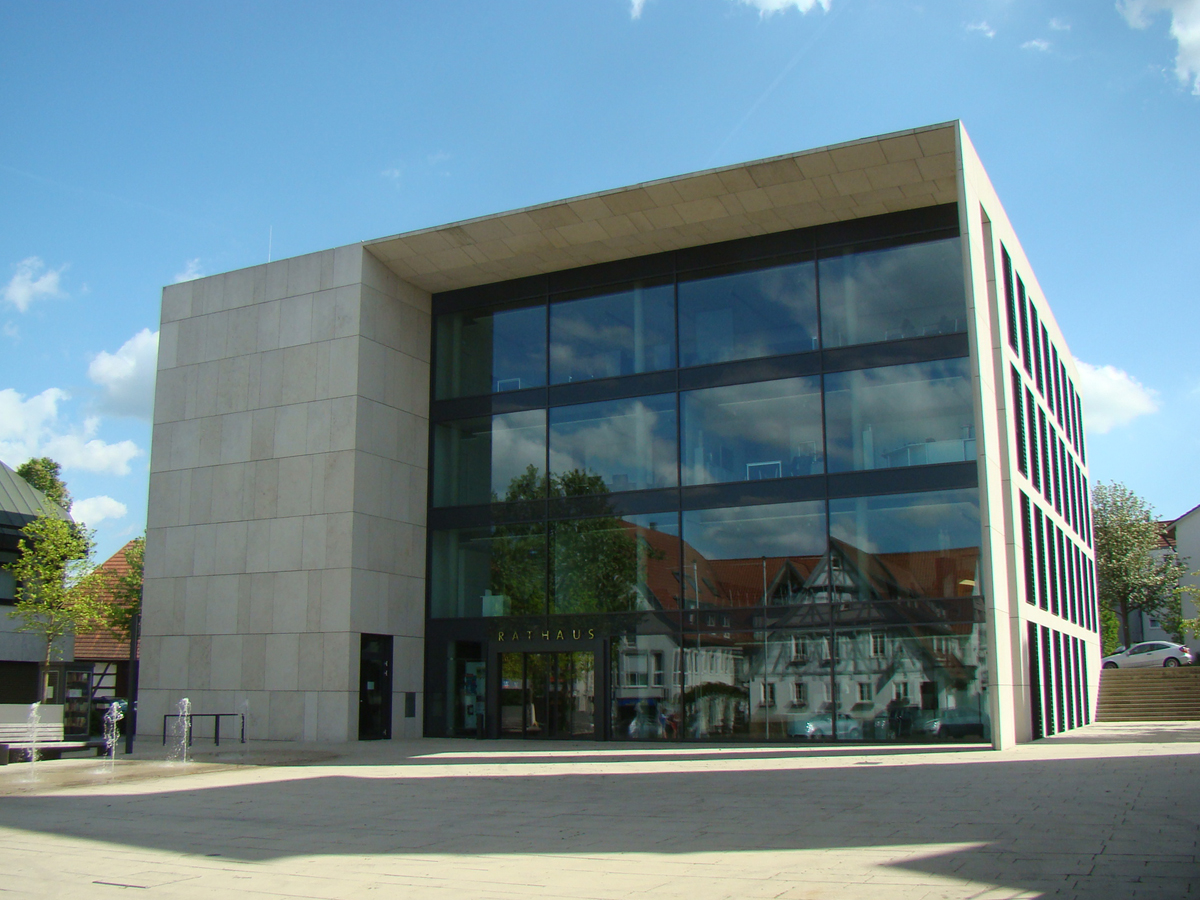
Heutiges Rathaus an der Stelle des Vorgängerbaus

Der neben der Lorenzkirche gelegene ehemalige Fron- oder Herrenhof ist der Kern der späteren Gemeinde. Das beim Abriss der alten Lorenzkirche 1912 geborgene Grab einer mit zwei Goldohrringen bestatteten Frau aus der Zeit um 700 n. Chr. macht die Anwesenheit einer herrschaftlichen Familie im Fronhof wahrscheinlich.
Im Jahr 766 wird die Siedlung erstmals urkundlich erwähnt: Urolf und Massim schenkten dem Kloster Lorsch vier Morgen Land in der Gemarkung Gardaha und einen Leibeigenen. Zwischen 766 und 882 sind für Großgartach 28 Schenkungen und zwei Tauschverträge im Lorscher Codex verzeichnet. Eine Ringwallanlage, die sogenannte Frankenschanze, entsteht um das Jahr 1000.
Zu Beginn des 12. Jahrhunderts gehörten fast drei Viertel der Grundrechte von Großgartach in die Herrschaft der Grafen von Lauffen, die 1122 ihre Rechte auf das von ihnen gegründete Kloster Odenheim, das sich damals noch auf dem Wigoldesberg befand, übertrugen. 1219 erhielt das Kloster das Kirchenpatronat. Der Bischof von Worms hatte 1107 drei Höfe in Großgartach dem Stift Wimpfen überlassen, das später dort noch weitere Güter erwarb, unter anderem 1290 den Fronhof.
Die Grafen von Württemberg hatten seit 1367 Grundbesitz in Großgartach. 1376 und 1379 kamen Liegenschaften aus bürgerlichem Besitz hinzu und außerdem als Erbe der Grafen von Calw ein Viertel der Vogtei.
Durch den Vertrag von 1428 wurde der seit 1265 bezeugte Schultheiß nach den Anteilen an der Vogtei im Wechsel bestellt, für drei Jahre vom Kloster Odenheim und für ein Jahr von den Württembergern, die außerdem die hohe Obrigkeit (Landeshoheit) und die hohe Gerichtsbarkeit erhielten. 1483 erbauten sie die Heuchelberger Warte als Beobachtungsposten und Eckpfeiler des Landgrabens. Auch die Herren von Magenheim werden als Grundherren erwähnt. Der verbleibende Grundbesitz war stark zersplittert. Neben den Klöstern Hirsau, Maulbronn und Schöntal sowie der Präsenz der Kilianskirche in Heilbronn mit eher kleindimensioniertem Grundbesitz werden im 14. und 15. Jahrhundert Grundherrn aus der Ritterschaft genannt: die Hochhausen, Venningen, Mentzingen, Weinsberg, Massenbach und Gemmingen. (Den Grundbesitz der Herren von Massenbach erwarb 1429 das Kloster Odenheim.) Nach dem Niedergang des Klosters Odenheim erreichte der letzte Abt 1494 die Umwandlung der Benediktinerabtei in ein weltliches Ritterstift, das 1507 mit allen Rechten nach Bruchsal umzog, auch mit den Grundrechten und dem Patronatsrecht in Großgartach.
1534 diente das Großgartacher Rathaus Herzog Ulrich von Württemberg als Hauptquartier vor der Schlacht bei Lauffen. 1598 lebten etwa 820 Menschen in Großgartach (182 besaßen das Bürgerrecht), 1684 waren es nur noch 567. 1626, im Dreißigjährigen Krieg, waren 371 Einwohner an der Pest gestorben. 1675 zerstörte ein großer Brand im Dorf auch das Rathaus mit allen Urkunden.
Der Besitz des Ritterstifts Bruchsal kam mit der Säkularisation 1802/03 an das Großherzogtum Baden, das ihn nach kurzer Zeit als Kondominat 1806 gegen andere Rechte mit Württemberg tauschte. Nach der Gründung des Königreichs Württemberg 1806 wurde Großgartach zunächst dem neuen Oberamt Kirchhausen zugeordnet, das aber nur kurze Zeit existierte. Von 1808 bis 1811 war das Oberamt Brackenheim die zuständige übergeordnete Verwaltungseinheit und seit 1811 das Oberamt Heilbronn, aus dem 1938 der Landkreis Heilbronn hervorging. 1939 wurden in Großgartach 2752 Einwohner gezählt, Ende 1945 waren es 2994. Da der Ort nach dem Zweiten Weltkrieg Teil der Amerikanischen Besatzungszone geworden war, gehörte er somit seit 1945 zum neu gegründeten Land Württemberg-Baden, das 1952 im jetzigen Bundesland Baden-Württemberg aufging. Seit 1970 ist Großgartach ein Teilort der neuen Gemeinde Leingarten.

### Schluchtern
Im Jahr 767 wird Schluchtern in einer Schenkungsurkunde des Klosters Lorsch als Sluhtra zum ersten Mal urkundlich erwähnt.  Witroz und seine Gemahlin Cremhilt schenken ihren Besitz in Böckingen, Frankenbach, Sluhtra und Biberach dem Kloster Lorsch. Von 766 bis 882 sind fünf Schenkungen aus Schluchtern im Lorscher Codex verzeichnet. Bis ins hohe Mittelalter war Schluchtern ein Ort auf Großgartacher Gemarkung, dann verselbständigte es sich mit etwa einem Drittel des Gebiets. Beide Dörfer haben eine gemeinsame Wurzel und nutzten Teile ihrer Gemarkung gemeinsam, beispielsweise im „Dritteiligen“ und im „Talwald“, der früher Teilwald hieß. Die wahrscheinlich im 10. Jahrhundert entstandene sogenannte Harchenburg, eine mehrgliedrige Befestigungsanlage am Heuchelbergs, diente der Bevölkerung als Fliehburg.
Im 13. Jahrhundert hatten die Herren von Neipperg ausgedehnten Besitz in Schluchtern. Sie waren sicher auch die Erbauer der alten Pankratiuskirche, denn bis 1305 besaßen sie das Patronatsrecht, und im Schluchterner Weistum sind sie als collatores der Kurpfalz bezeugt, sie hatten das Vorschlagsrecht für die Besetzung der Pfarrstelle. 1338 und 1434 ist mit den Herren von Schluchtern ein Schluchterner Ortsadel nachgewiesen. Neben den Herren von Neipperg besaßen die Herren von Massenbach ihre Schluchterner Güter vom späten Mittelalter bis zum Ende des Alten Reichs (1806). (Die Herren von Neipperg hatten in der zweiten Hälfte des 16. Jahrhunderts Eigentumsrechte an 20 Höfen.)
Bis 1431 gehörte der Ort zur Herrschaft der Herren von Weinsberg, die 1430 ihr Eigentum an die Pfälzer Seitenlinie Pfalz-Mosbach verpfändeten und ein Jahr später für 1000 Gulden verkauften. Pfalzgraf Otto (1435–1499) gab das Dorf 1472 den von Gemmingen-Guttenberg als Pfand, die noch 1519 die Vogtei und andere Rechte beanspruchten. 1499 kam Schluchtern im Erbgang von Pfalz-Mosbach an die Kurpfalz.
Außer der Pfalz, den Neipperg, den Massenbach und den Gemmingen hatten die von Niefern Besitzrechte in Schluchtern, neben kirchlichen und städtischen Institutionen in Heilbronn und einzelnen Bürgern. In Schluchtern gab es einen Schultheiß und zwei Bürgermeister, einen im Rat und Gericht, der auf die Einhaltung der Gesetze und Verordnungen achtete und einen in der Gemeinde, der für Sicherheit und Ordnung verantwortlich war, erfährt man aus einer Abschrift des Schluchterner Dorfbuchs. Seit 1572 galt die erneuerte Dorfordnung (Dorfrecht). Der Vogt saß jetzt im pfälzischen Oberamt Mosbach und nicht mehr, wie noch 1569, im Oberamt Richen. Die zuständige Kellerei war die Kellerei Hilsbach.
Um 1577 lebten rund 400 Einwohner im Dorf, nach dem Dreißigjährigen Krieg waren es nur noch 16 Familien, etwa 70 Personen. Vom calvinistischen Kurfürsten Karl-Ludwig (1617–1680) angeworben und steuerlich begünstigt, kamen 1651 die ersten Schweizer Neusiedler ins Dorf. In den Kirchenbüchern der reformierten Gemeinde sind 150 Einwanderer nachweisbar. 1683 lebten wieder 57 Familien im Ort. Der Pfälzische Erbfolgekrieg und die nachfolgenden Kriege brachten neues Elend. 1722 ist die erste jüdische Familie der Jüdischen Gemeinde Schluchtern nachweisbar. 1774 gab es zwei Kirchen, drei Schulen und 77 Häuser im Dorf. 1803 hatte Schluchtern 717 Einwohner, 91 Häuser, 230 Rinder und 41 Pferde.
Mit dem Oberamt Mosbach kam Schluchtern durch den Reichsdeputationshauptschluss 1802/03 an das Fürstentum Leiningen und mit diesem 1806 am Ende des Alten Reichs durch Mediatisierung an das Großherzogtum Baden. Leiningen verblieben grundherrliche Rechte bis 1945, das Kirchenpatronat haben die Nachkommen der Fürsten auch heute noch inne. Da die umliegenden Gebiete württembergisch wurden, bildete der Ort fortan eine badische Enklave in Württemberg. Mehrere Anläufe beider Seiten, den Ort an Württemberg zu übertragen, blieben ohne Ergebnis. Am 25. Juni 1945 verfügte die amerikanische Militärregierung Heilbronn die Einfügung der badischen Gemeinde in den württembergischen Landkreis Heilbronn. 1956 wurde dieser Akt durch einen Beschluss des Landtags von Baden-Württemberg sanktioniert. 1966 entstand auf der Schluchterner Gemarkung der Wohnplatz Riedhöfe. Seit 1970 ist Schluchtern ein Teilort der neuen Gemeinde Leingarten.

## Religionen

### Geschichte

#### Großgartach

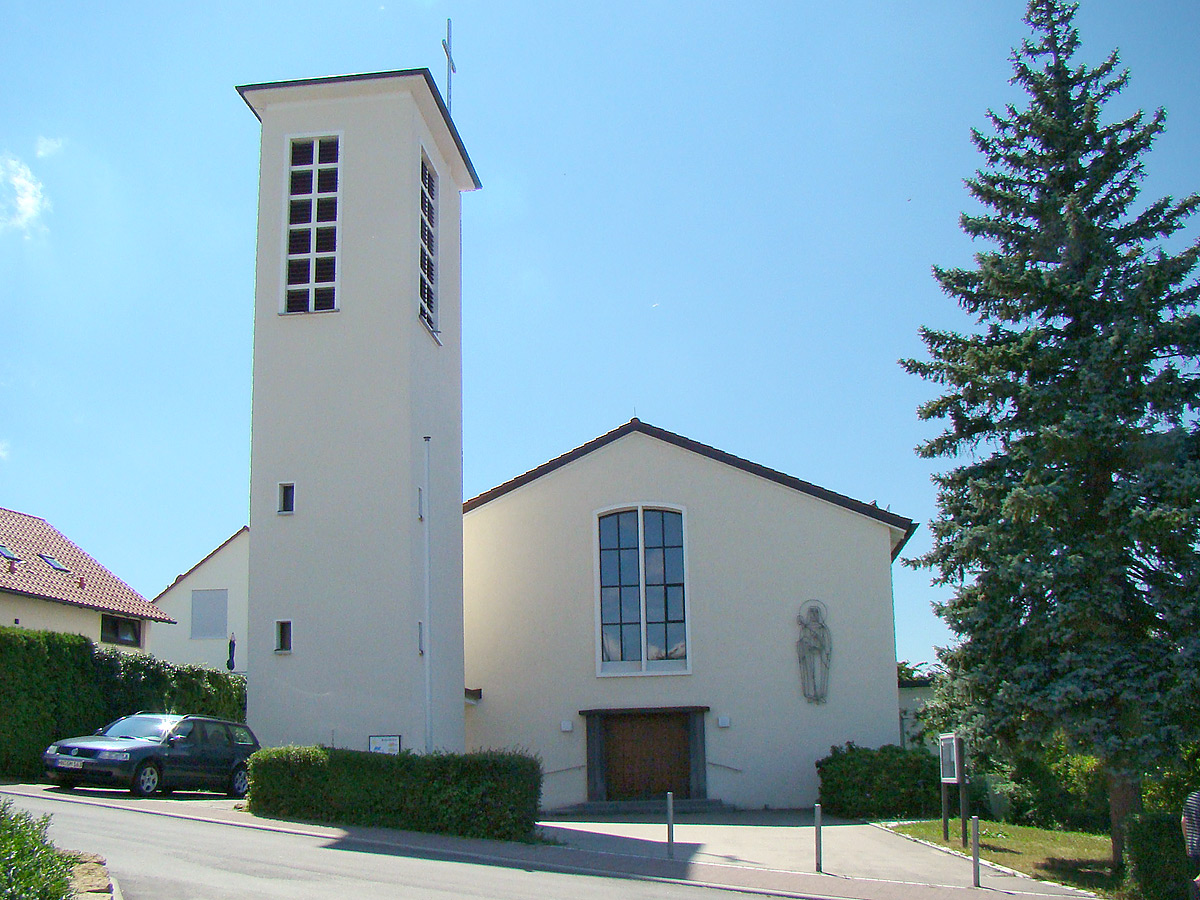
Katholische Liobakirche Großgartach

Im Jahr 1122 wird erstmals eine Kirche in Großgartach erwähnt, ein Vorgängerbau der 1496 im Wormser Synodale beschriebenen Laurentiuskirche, einer Pfarrkirche mit Frühmesskaplanei. 1535, mit der Einführung der Reformation im Herzogtum Württemberg, wurde Großgartach evangelisch-lutherisch. Trotz wechselnder weltlicher Besitzverhältnisse im Dorf blieb die Gemeinde bis zum Ende des Zweiten Weltkriegs fast rein evangelisch. 1865 zählte man zwei Katholiken im Ort, die zur Pfarrei Kirchhausen gehörten, 26 waren es 1930. Durch Vertriebene und Flüchtlinge wuchs ihre Zahl beträchtlich, auf etwa 600 im Jahr 1957. Die Gottesdienste fanden in der evangelischen Lorenzkirche statt, bis die katholische Gemeinde 1957 in ihre neu erbaute Kirche St. Lioba einzog. Die Gemeinde wurde bis 1957 vom Pfarramt Schluchtern betreut und bis 1971 vom Pfarramt Kirchhausen.

#### Schluchtern
1305 ist in Schluchtern erstmals eine Kirche bezeugt, eine Vorgängerin der Kirche, die das Wormser Synodale von 1496 erstmals Pankratiuskirche nennt. In der Kurpfalz – und damit auch in Schluchtern – wurde die lutherische Reformation offiziell 1556 eingeführt. Ab 1559, nachdem die Kurpfalz an die calvinistische Linie des Hauses gekommen war, gehörte Schluchtern zur evangelisch-reformierten Kirche. Ab 1685 waren die Kurfürsten katholisch, und neben der reformierten entstand wieder eine katholische und eine lutherische Gemeinde. Bis zur Abschaffung des Simultaneums 1707 konnten die drei Konfessionen die Pankratiuskirche gemeinsam nutzen. 1744 lebten 65 Reformierte, 196 Lutheraner und 84 Katholiken im Dorf. Die lutherische Gemeinde baute 1744 eine eigene Kirche; die Katholiken mussten sich zeitweise mit einem Raum im Untergeschoss des Rathauses begnügen. Der 1752 begonnene Bau einer katholischen Kirche wurde bald wieder eingestellt. 1823 konnte die katholische Gemeinde die Pankratiuskirche von den Reformierten erwerben, denn die Reformierten besuchten seit 1821 zusammen mit den Lutheranern als unierte evangelische Gemeinde die lutherische Kirche. 1843/46 wurde diese an anderer Stelle durch den Neubau der heutigen Martin-Luther-Kirche ersetzt.

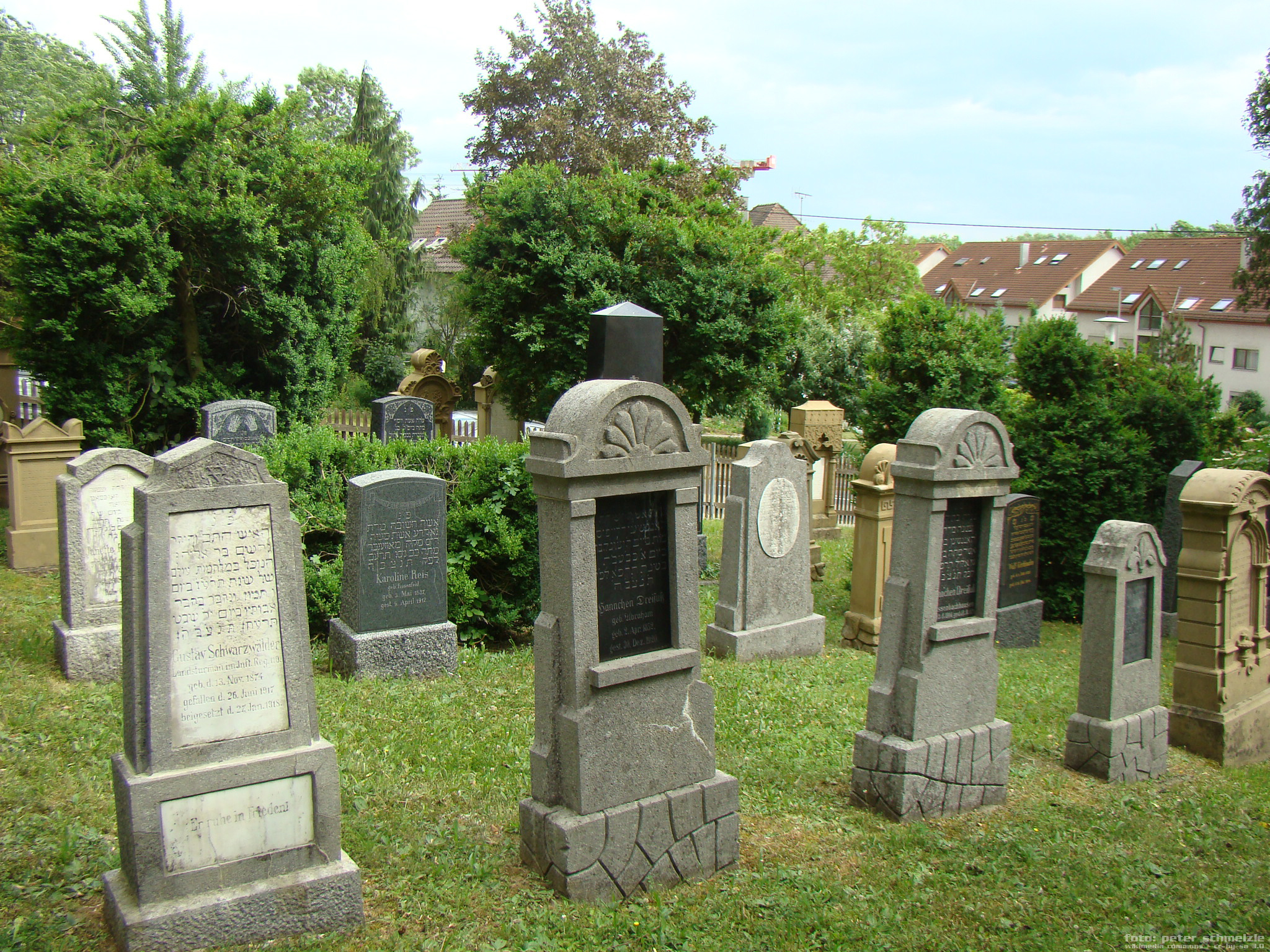
Jüdischer Friedhof Schluchtern

Die Jüdische Gemeinde Schluchtern entstand im 18. Jahrhundert. Spätestens seit 1710 lebte hier eine jüdische Familie, 1729 waren es vier. 1801 zählte man zehn Familien mit insgesamt 42 Personen. Schon seit 1809 waren in Baden die Juden als Religionsgemeinschaft anerkannt und damit den Angehörigen der christlichen Konfessionen gleichgestellt. Die Zahl der jüdischen Einwohner Schluchterns nahm deshalb zu: mit 66 Personen umfasste sie 1812 zehn Prozent der Bevölkerung, mit 99 Personen erreichte sie 1885 ihren Höhepunkt. Die jüdische Gemeinde besaß jetzt einen eigenen Friedhof in Schluchtern. 1914 errichtete sie eine neue einfache Synagoge, die 1938 in der Pogromnacht durch vier Männer aus dem Nachbardorf zerstört wurde. Die letzten zwölf jüdischen Einwohner Schluchterns wurden im Oktober 1940 mit anderen badischen Juden in das Internierungslager Gurs in Südfrankreich deportiert und von dort im August 1942 in Viehwagen ins Vernichtungslager Auschwitz, wo sich ihre Spuren verlieren.

#### Leingarten
Nach dem Zusammenschluss der Gemeinden Großgartach und Schluchtern ist für die katholische Kirchengemeinde Schluchtern seit 1971 nicht mehr das Erzbistum Freiburg zuständig, sondern das Bistum Rottenburg-Stuttgart. Mit der katholischen Gemeinde in Großgartach vereint, entstand 1977 die katholische Kirchengemeinde St. Pankratius / St. Lioba Leingarten. Neben der evangelischen Kirchengemeinde Großgartach gibt es in Leingarten die weiterhin selbständige evangelische Kirchengemeinde Schluchtern, die seit 1975 nicht mehr zur badischen, sondern zur württembergischen Landeskirche gehört.
Am 30. Juni 2012 waren 5281 Einwohner Leingartens evangelisch, und 2401 gehörten der katholischen Kirche an. Etwa 3342 Einwohner waren konfessionslos oder Anhänger einer anderen christlichen Glaubensgemeinschaft oder einer nicht-christlichen Religion, vor allem der muslimischen.

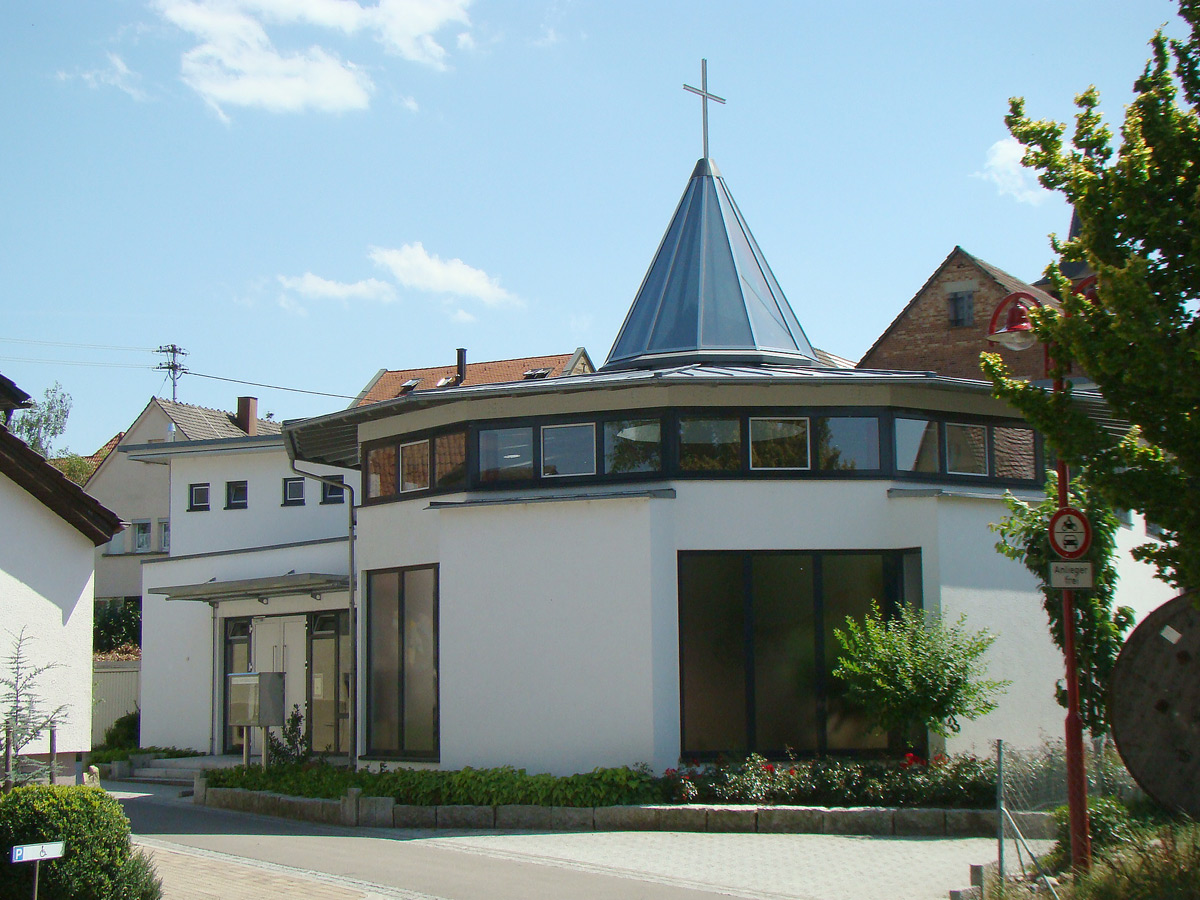
Evangelisch-methodistische Kirche Leingarten

Die Geschichte der Evangelisch-methodistischen Kirche Leingarten beginnt 1868 mit dem Erscheinen eines Methodisten in Großgartach. Ein Jahr später fand in einem Privathaus die erste methodistische Versammlung statt. 1872 errichtete man einen Betsaal und 1884 an anderer Stelle eine kleine Kapelle, die im Lauf der Jahre mehrmals renoviert und umgebaut wurde. Nach dem Abriss der Kapelle und der Errichtung einer Kirche an diesem Standort weihten die Methodisten 2003 ihr neues Gemeindezentrum ein. Die Evangelisch-methodistische Kirche ist eine evangelische Freikirche. Die Gemeinde Leingarten gehört zum Bezirk Heilbronn.

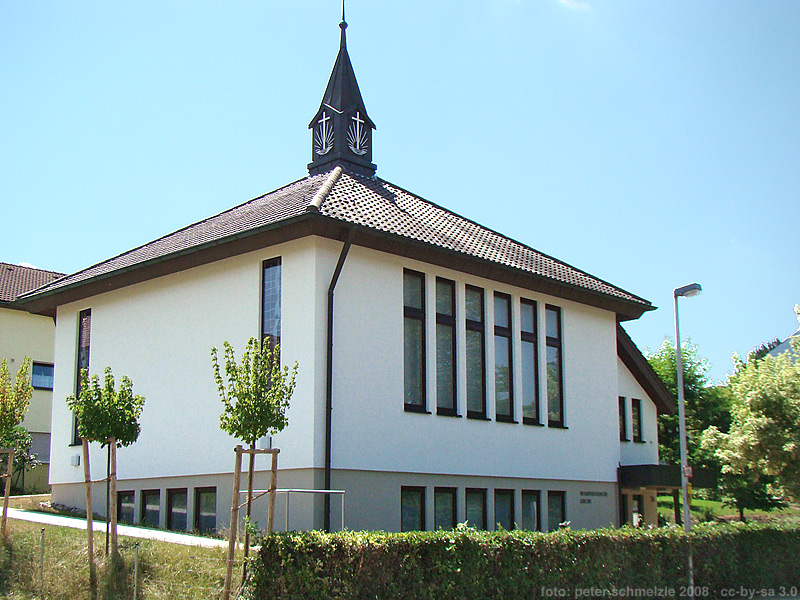
Neuapostolische Kirche Leingarten

Erste Gottesdienste der Neuapostolischen Kirche fanden ab 1932 in Großgartach und ab 1949 in Schluchtern in Privathäusern statt. 1951 wurde für Schluchtern und 1958 für Großgartach eine Kapelle errichtet. Die beiden Gemeinden hatten etwa hundert Mitglieder. Gemeinsam errichteten sie 1988 ein neues Kirchengebäude. Die Gemeinde hat nun 160 Mitglieder, die nicht von ausgebildeten Theologen, sondern von ehrenamtlichen Seelsorgern betreut werden. Die Gemeinde gehört zum Bezirk Heilbronn und zur rechtlich selbständigen Neuapostolischen Kirche Süddeutschland, einer Körperschaft des öffentlichen Rechts.

### Konfessionsstatistik
Gemäß dem Zensus 2011 waren 48,5 % der Einwohner evangelisch, 21,9 % römisch-katholisch und 29,6 % waren konfessionslos, gehörten einer anderen Glaubensgemeinschaft an oder machten keine Angabe. Die Zahl der Protestanten und Katholiken ist seitdem gesunken. Mit Stand 30. Juni 2017 waren von den 11.664 Einwohnern 20,0 % (2.336) römisch-katholisch, 42,8 % (4.990) evangelisch und 37,2 % gehörten entweder einer anderen Religion an oder waren konfessionslos.

## Politik

### Gemeinderat
Der Gemeinderat in Leingarten besteht aus den 18 gewählten ehrenamtlichen Gemeinderäten und dem Bürgermeister als Vorsitzendem. Der Bürgermeister ist im Gemeinderat stimmberechtigt.
Die Kommunalwahl am 9. Juni 2024 führte zu folgendem Endergebnis (mit Vergleich zur vorigen Wahl):
| Parteien und Wählergemeinschaften | Parteien und Wählergemeinschaften           | % 2024  | Sitze 2024 | % 2019 | Sitze 2019 |
| CDU                               | Christlich Demokratische Union Deutschlands | 28,74   | 5          | 26,0   | 5          |
| FW                                | Freie Wählervereinigung Leingarten          | 28,23   | 5          | 24,9   | 5          |
| GRÜNE                             | Bündnis 90/Die Grünen                       | 16,13   | 3          | 24,4   | 4          |
| SPD                               | Sozialdemokratische Partei Deutschlands     | 10,27   | 2          | 12,5   | 2          |
| Liste 19                          | Liste 19 – Die Jugendinitiative             | 11,34   | 2          | 12,2   | 2          |
| ULLe                              | Unabhängige Liste Leingarten                | 5,29    | 1          | –      | –          |
| Gesamt                            | Gesamt                                      | 100     | 18         | 100    | 18         |
| Wahlbeteiligung                   | Wahlbeteiligung                             | 65,69 % | 65,69 %    | 61,6 % | 61,6 %     |

### Bürgermeister
Seit 2002 ist Ralf Steinbrenner (parteilos) Bürgermeister in Leingarten, er wurde am 18. März 2018 für eine dritte Amtszeit bestätigt.

### Wappen und Flagge
Die Blasonierung des Leingartener Wappens lautet: In gespaltenem Schild vorne in Rot ein gesenktes silbernes Schwert, hinten in Silber ein roter Rost. Die Flagge Leingartens ist Rot-Weiß.

Wappen Leingartens
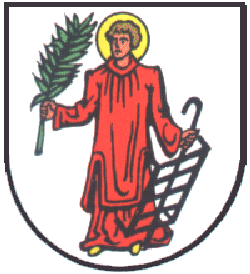
Wappen Großgartachs
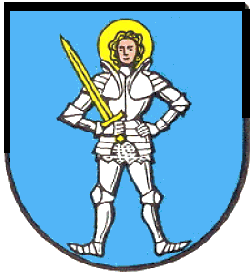
Wappen Schluchterns

Nach der Vereinigung Großgartachs und Schluchterns wurde der neuen Gemeinde Leingarten von der Archivdirektion in Stuttgart die Übernahme des Großgartacher Wappens vorgeschlagen, dessen Tradition bis ins 14. Jahrhundert zurückreicht. Dies war in der Kommunalpolitik nicht durchzusetzen. Das daraufhin entworfene neue Leingartener Wappen zeigt die Attribute der Kirchenpatrone der Vorgängergemeinden Großgartach und Schluchtern, das Schwert des Heiligen Pankratius und den Rost des Heiligen Laurentius. Es wurde der Gemeinde zusammen mit der Flagge am 25. September 1970 vom baden-württembergischen Innenministerium verliehen.
Die Blasonierung des Großgartacher Wappens lautet: In Silber der stehende, golden nimbierte heilige Laurentius in rotem Diakonsgewand, in der Rechten einen grünen Palmzweig, in der Linken einen schwarzen Rost haltend. Die seit 1939 geführte Gemeindeflagge war Rot-Weiß.
Das älteste bekannte, nur in einem Bruchstück erhaltene Siegel Großgartachs an einer Urkunde vom 25. Mai 1379 zeigt eine Figur auf einem Rost, nach Umschrift und Art der Darstellung vermutlich der heilige Laurentius, der Ortspatron. Dieses Siegel ist das älteste bekannte Dorfsiegel Württembergs. Spätere Großgartacher Siegel ab 1531 zeigen Laurentius in der üblichen Darstellung mit Palme in der Rechten und Rost in der Linken. Als Fleckenzeichen ist der Rost 1684 auf Markungssteinen nachzuweisen. Als Wappenfigur in einem Wappenschild erscheint Laurentius erstmals 1583 im Landschaftsgebäude in Stuttgart. 1956 legte die Archivdirektion die Farben des Wappens fest, 1957 wurde es erstmals von der Gemeinde in einem Wappenschild verwendet.
Die Blasonierung des Schluchterner Wappens lautet: In Blau ein stehender, silbern gepanzerter jugendlicher Heiliger (St. Pankratius) mit goldenen Locken und goldenem Nimbus, die Linke in die Seite gestemmt, in der Rechten ein mit der Spitze nach rechts oben zeigendes goldenes Schwert haltend. Die Gemeindeflagge war Weiß-Blau.
Der Schluchterner Kirchenpatron St. Pankratius ist schon auf einem Siegel von 1620 abgebildet und diente seitdem als Wappen. Die Farben wurden 1901 vom Generallandesarchiv Karlsruhe festgelegt. Am 8. Oktober 1963 verlieh das baden-württembergische Innenministerium Schluchtern seine Flagge.

### Partnergemeinden
Partnergemeinden Leingartens sind Lésigny in Frankreich (seit Mai 1975) und Asola in Italien (seit 30. Oktober 2004). Lésigny und Asola sind auch untereinander Partnergemeinden, weshalb Leingarten die Partnerschaft als trilaterale Partnerschaft bezeichnet.

## Kultur und Sehenswürdigkeiten

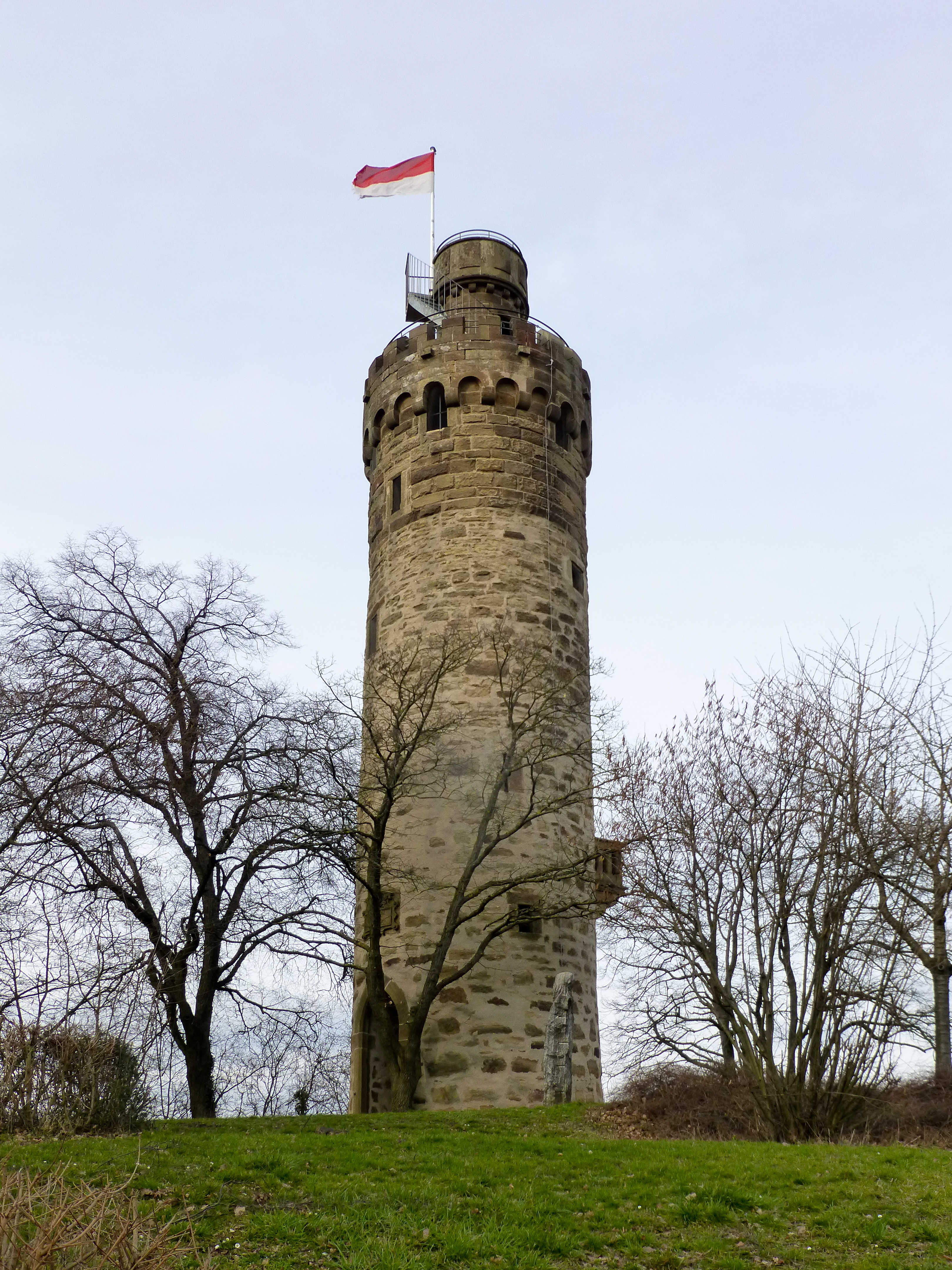
Heuchelberger Warte

Leingarten liegt an der Württemberger Weinstraße, die an vielen Sehenswürdigkeiten vorbeiführt.

### Bauwerke
Weithin sichtbares Wahrzeichen Leingartens ist die Heuchelberger Warte, ein 1483 auf dem Heuchelberg von Graf Eberhard im Barte erbauter Wachturm, der Teil des Württembergischen Landgrabens war. Heute ist die Heuchelberger Warte ein beliebtes Ausflugsziel mit Waldgaststätte. Unterhalb der Heuchelberger Warte befindet sich auf Gemarkung des Ortsteils Großgartach die Wallanlage Frankenschanze. Auf Gemarkung des Ortsteils Schluchtern liegt auf einem Ausläufer des Heuchelbergs die ebenfalls nur noch durch Wälle zu erkennende Harchenburg.
Im Ortsteil Großgartach befindet sich die evangelische Lorenzkirche, die 1913 nach Entwürfen von Martin Elsaesser erbaut wurde. Der spätromanische ehemalige Turmchor eines Vorgängerbauwerks wurde dabei als Taufkapelle erhalten. Das vermauerte alte Rundbogentor des Friedhofs ist auf 1577 datiert. Markant ist auch das Großgartacher Wasserwerk von 1906.

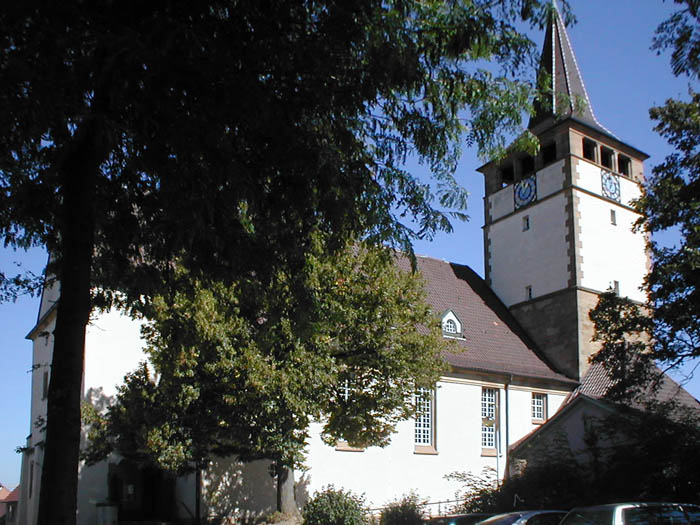
Evang. Lorenzkirche
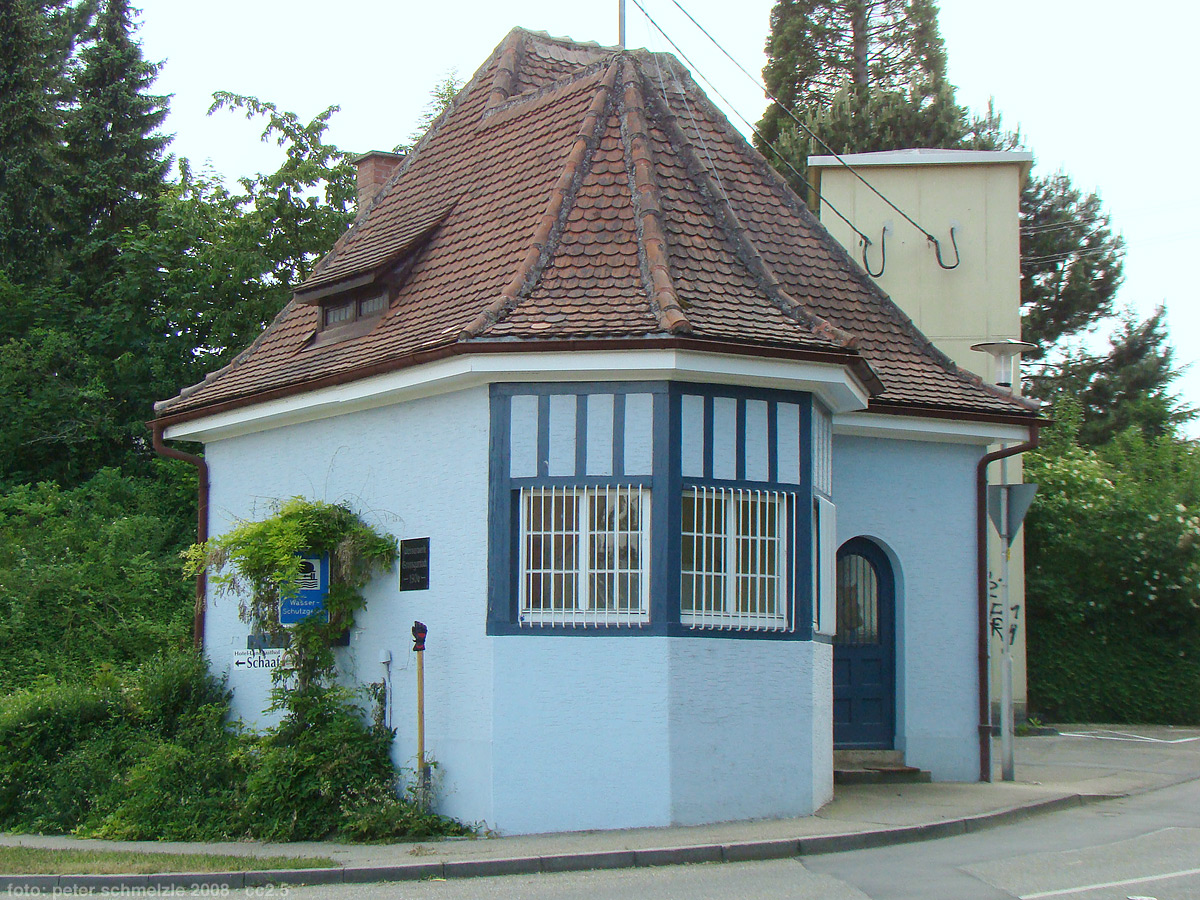
Wasserwerk

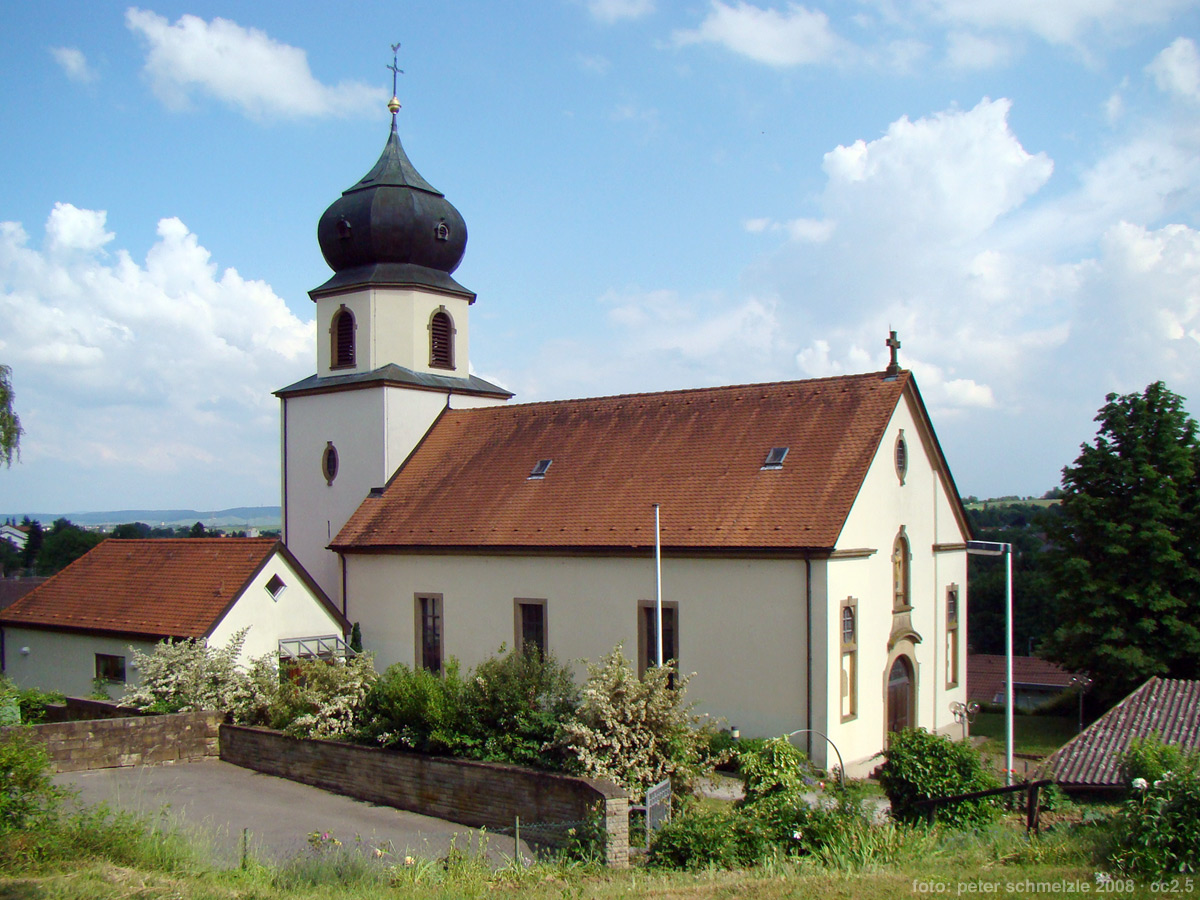
Pankratiuskirche

Im Ortsteil Schluchtern befindet sich die im Kern spätgotische, 1493 erstmals erwähnte Pankratiuskirche, die ab etwa 1700 als Simultankirche, danach lange als protestantische Kirche diente und seit 1823 katholische Kirche ist. Die evangelische Martin-Luther-Kirche wurde von 1843 bis 1846 erbaut, im Inneren später mehrfach umgestaltet und trägt seit 1996 ihren heutigen Namen. Zwischen beiden Kirchen befinden sich das katholische Pfarrhaus von 1727 und das evangelische Pfarrhaus von 1858, außerdem das 1902 erbaute Alte Rathaus. Überreste der einstigen Synagoge sind in dem Gebäude Brunnengasse 15 aufgegangen.

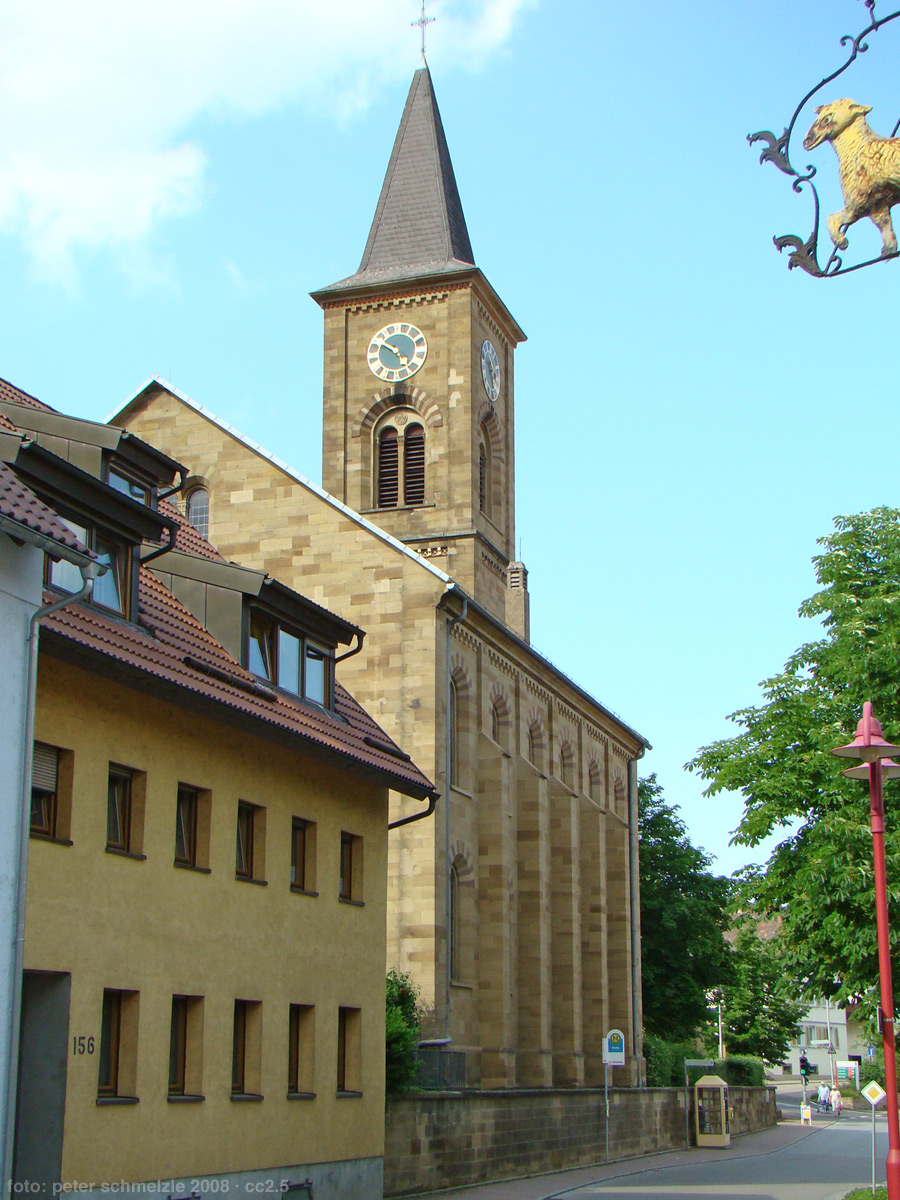
Martin-Luther-Kirche
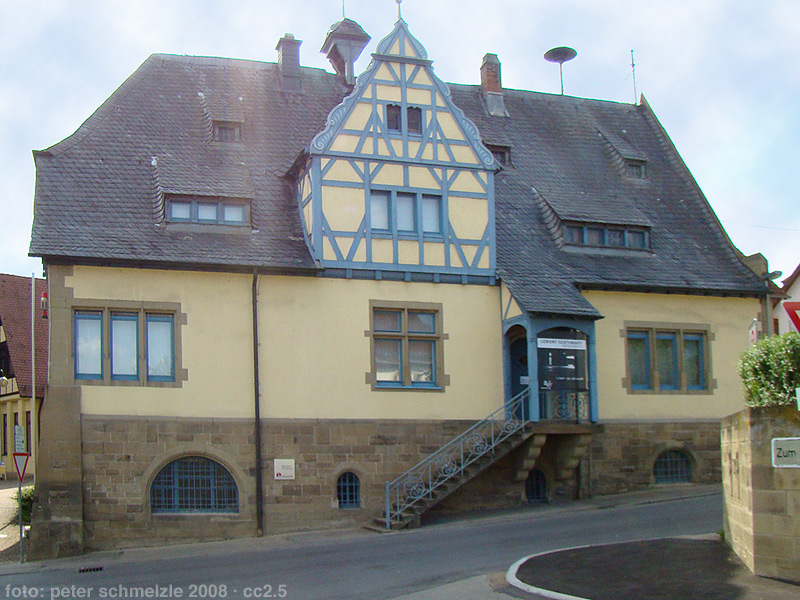
Altes Rathaus Schluchtern
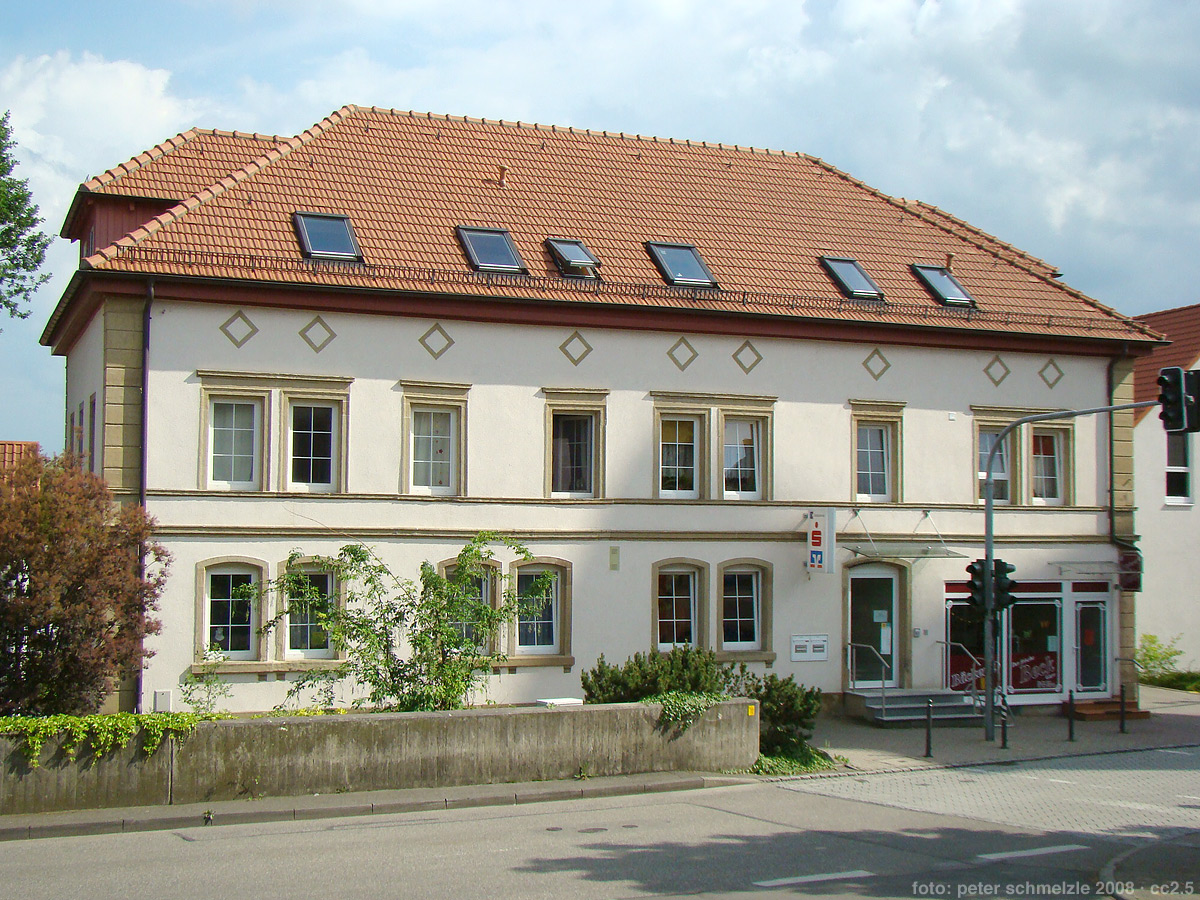
Historisches Gebäude

### Skulpturen

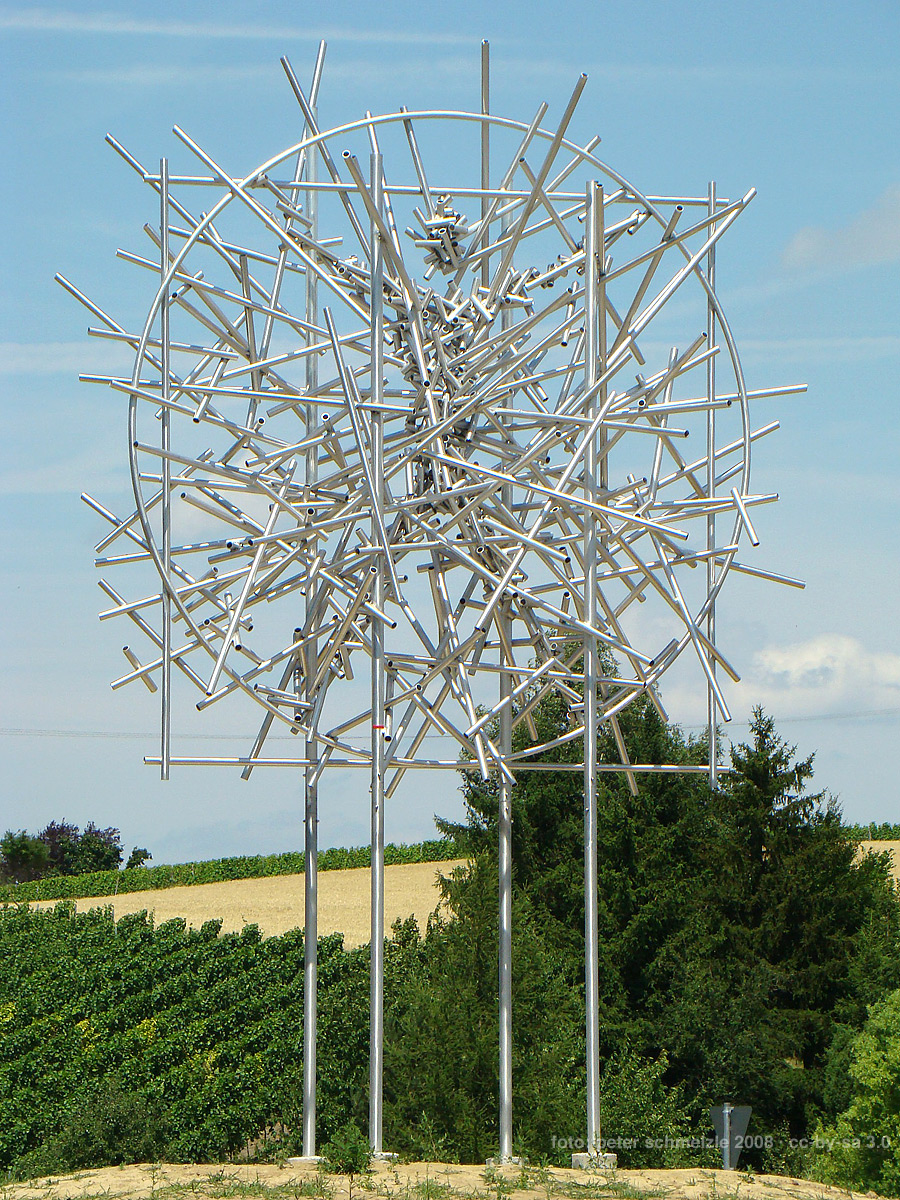
Skulptur Uomo universale von Gunther Stilling

Im Juli 2007 fand das Künstlersymposium Kunst Raum Kreisel statt, als dessen Ergebnis fünf inzwischen zumeist an Kreuzungen aufgestellte großformatige Skulpturen in Leingarten verblieben. Vor dem Rathaus in der Heilbronner Straße befand sich die über fünf Meter hohe Marmorskulptur Hoffnung von Giorgie Cpajak. Am Kreisverkehr an der Kreuzung von Heilbronner und Eppinger Straße befindet sich die Sandsteinskulptur Historie und Gegenwart von Matthew Simmonds. An der Kreuzung von Eppinger und Kirchhausener Straße befindet sich die aus zwei Sandsteinobjekten bestehende Skulptur Europa und der Stier von Georg Viktor. Im weiteren Verlauf der Kirchhausener Straße befinden sich jeweils in weiteren Kreisverkehren die Skulptur Utopie in Stein von Christiane Guillaubey sowie die am 29. Juni 2008 aufgestellte Metallskulptur Uomo universale von Gunther Stilling. Am 4. Mai 2012 wurde die Madonna des verstorbenen Leingartner Künstlers Peer Friedel vor dem Kulturzentrum enthüllt.

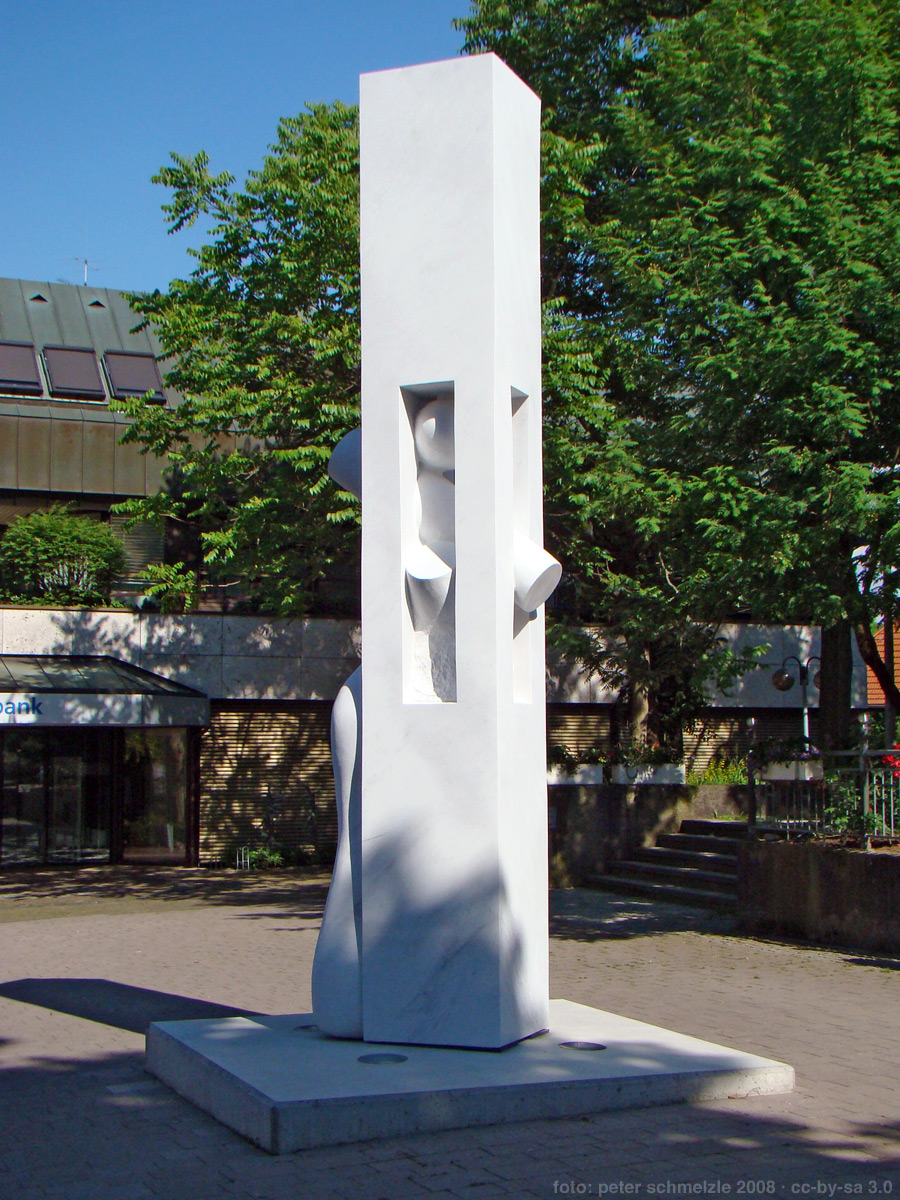
Hoffnung von Giorgie Cpajak
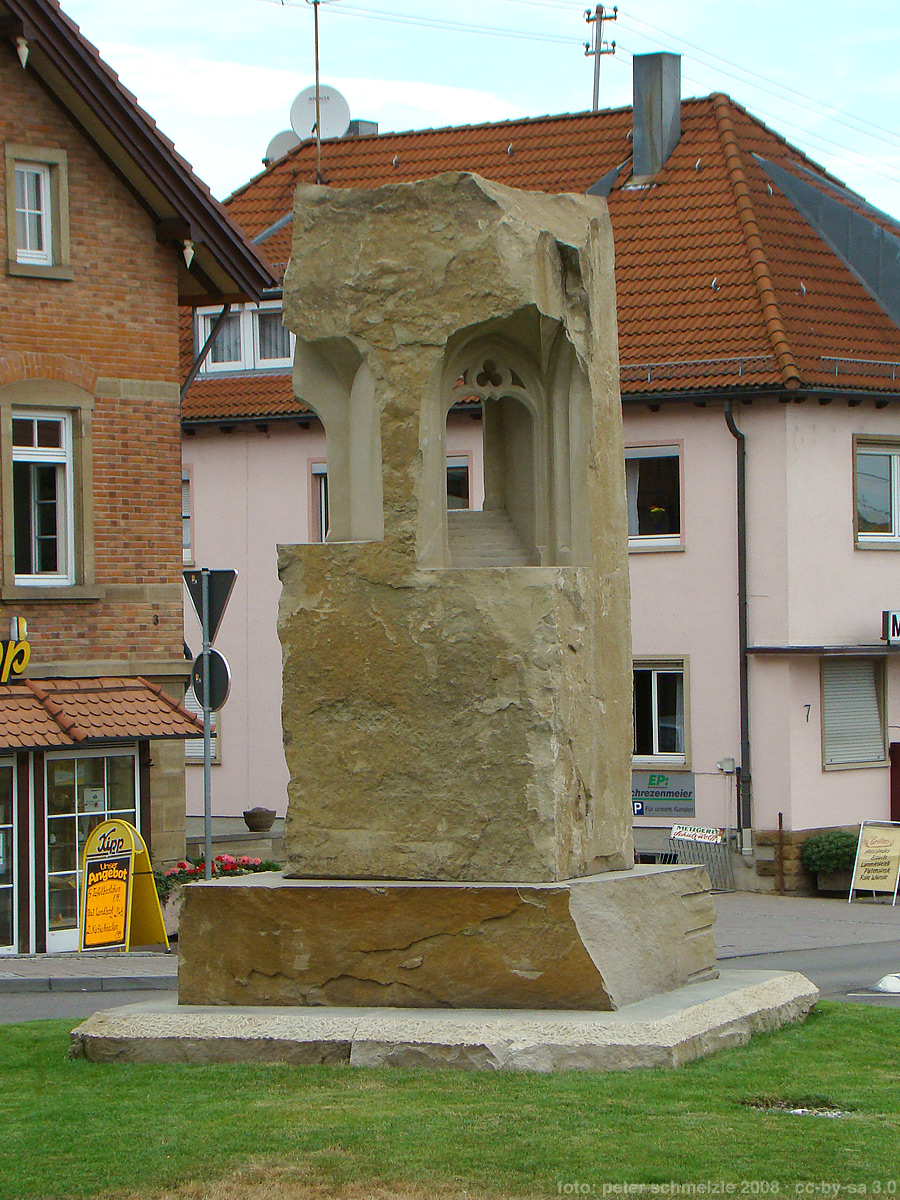
Historie und Gegenwart von Matthew Simmonds
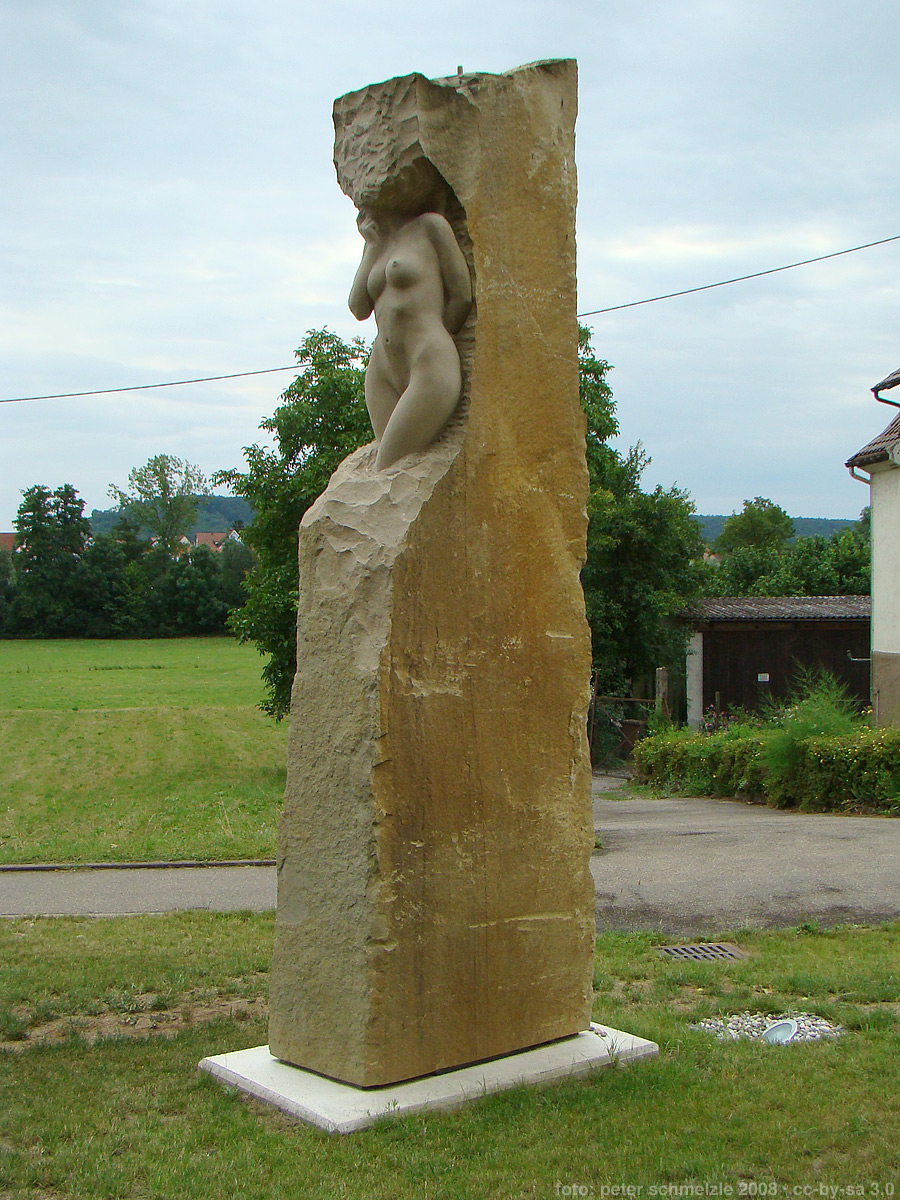
„Europa“ aus Europa und der Stier von Georg Viktor
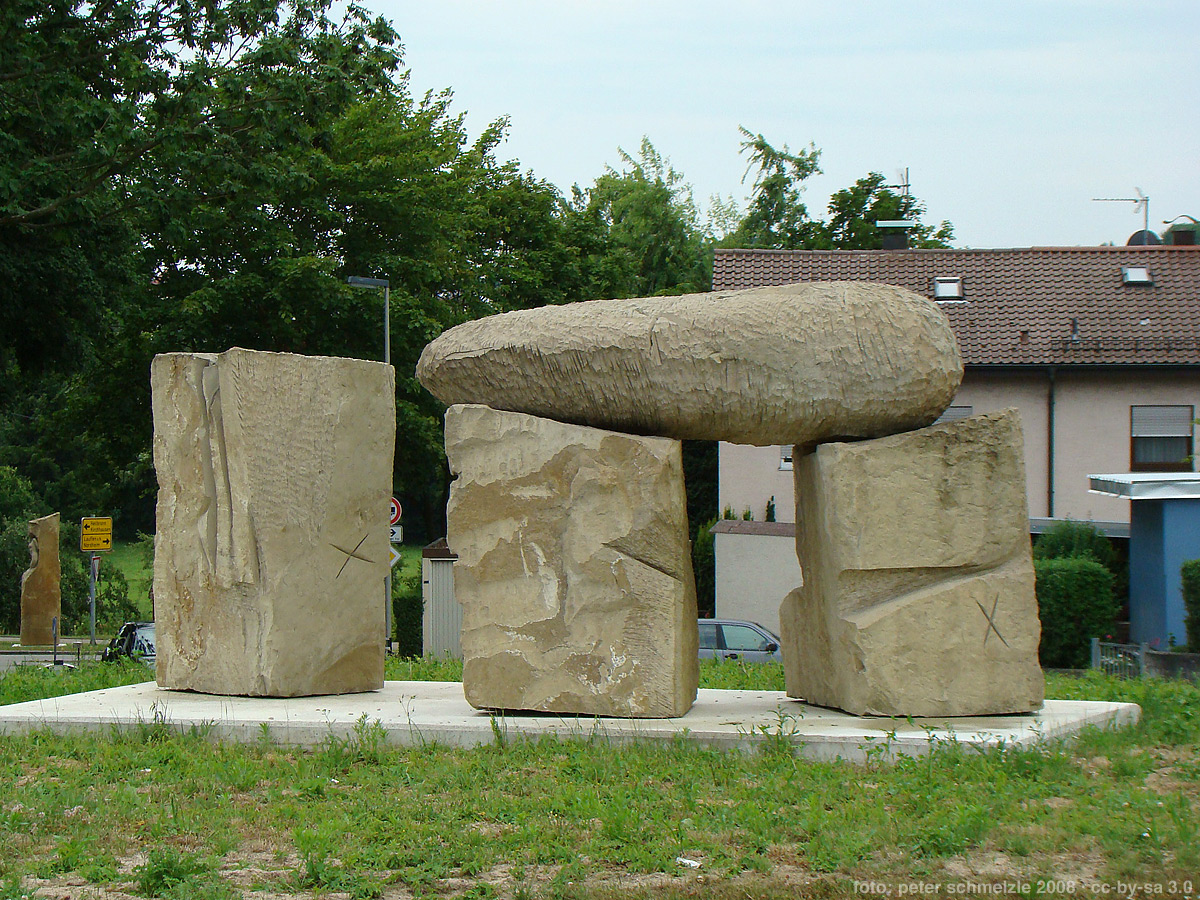
Utopie in Stein von Christiane Guillaubey
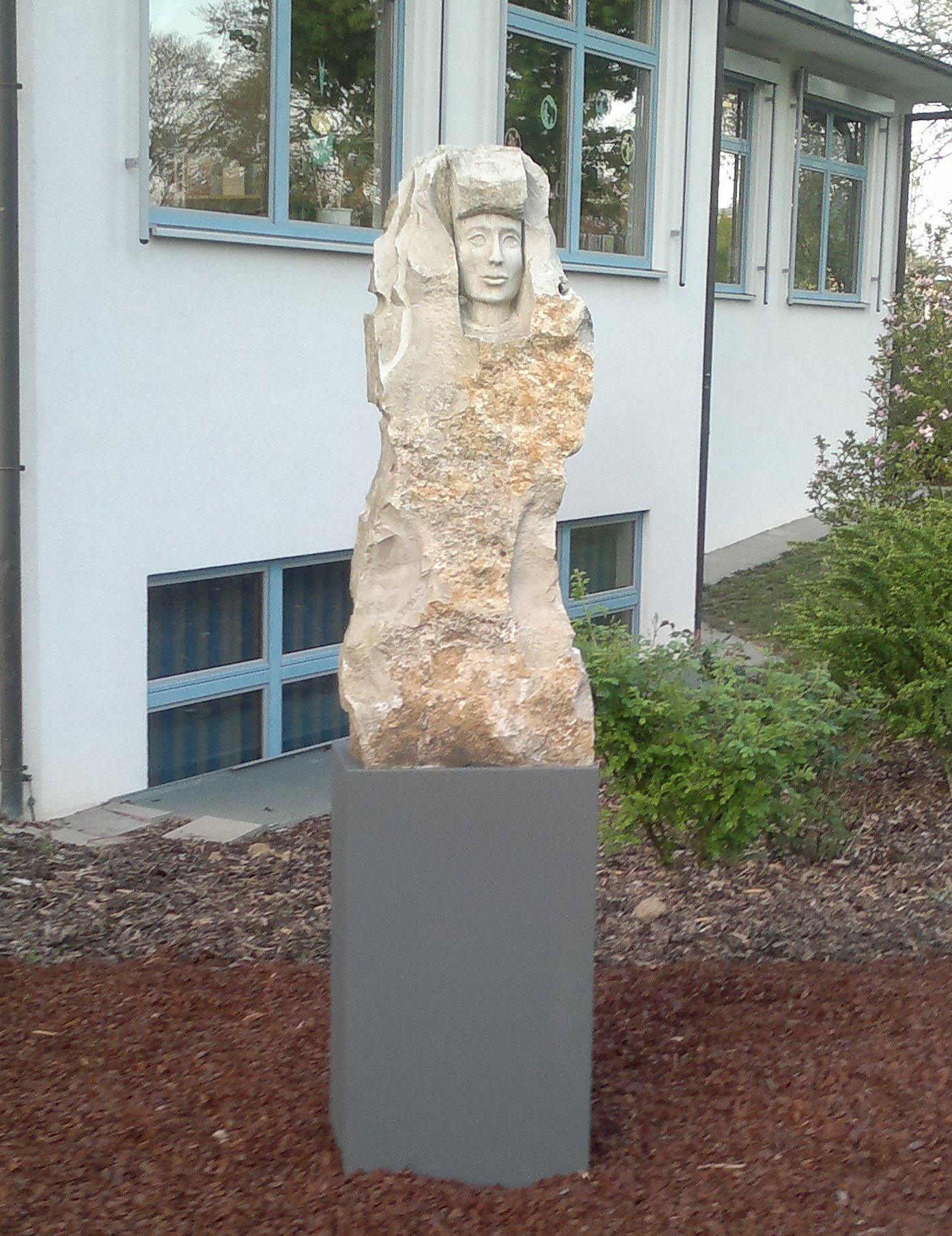
Madonna von Peer Friedel

### Museen
Das 1975 gegründete Museum Altes Rathaus wird vom Heimatverein Leingarten getragen und zeigt eine Dauerausstellung mit archäologischen und heimatgeschichtlichen Exponaten.
Neben der Dauerausstellung finden regelmäßige Kunstausstellungen, Lesungen und Vorträge statt.

### Regelmäßige Veranstaltungen
Jährlich am letzten Juniwochenende findet seit 1981 in Schluchtern das in der ganzen Umgebung bekannte Gassenfescht statt. Hierbei wird für Unterhaltung gesorgt durch Live-Bands, Vorführungen, einen Kinderflohmarkt, viele Essens- und Trinkstände und vieles mehr. Der Großgartacher Käsritt ist ein Heimatfest mit Festzug, Pferderennen und anderen Programmpunkten. Er wird regelmäßig im Herbst veranstaltet, zuletzt im September 2017.

## Wirtschaft und Infrastruktur

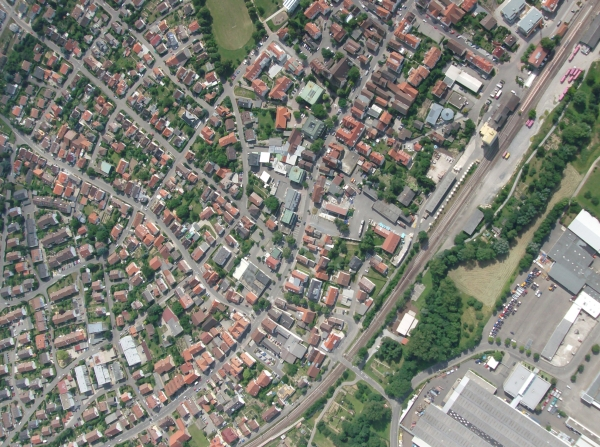
Luftbild der Ortsmitte von Großgartach (nicht genordet)

### Unternehmen
- Dietz (Unternehmen), 1938 gegründeter Tabakgroßhändler

### Medien
Über das Geschehen in Leingarten berichtet die Tageszeitung Heilbronner Stimme in ihrer Ausgabe W (Landkreis West) sowie ein Amtsblatt der Stadt.

### Bildung
Leingarten verfügt über eine Grundschule, die Hans-Sauter-Schule, und eine Gemeinschaftsschule mit Grundschule, die Eichbottschule. Im benachbarten Eichbottzentrum befindet sich auch die Leingartener Bücherei.

### Öffentliche Einrichtungen
Leingarten verfügt über eine Freiwillige Feuerwehr, das Jugendhaus Mühle Kinder- und Jugendkultur, eine Festhalle, ein Kulturzentrum, ein Hallenbad und ein Freibad.

### Naherholungsgebiete

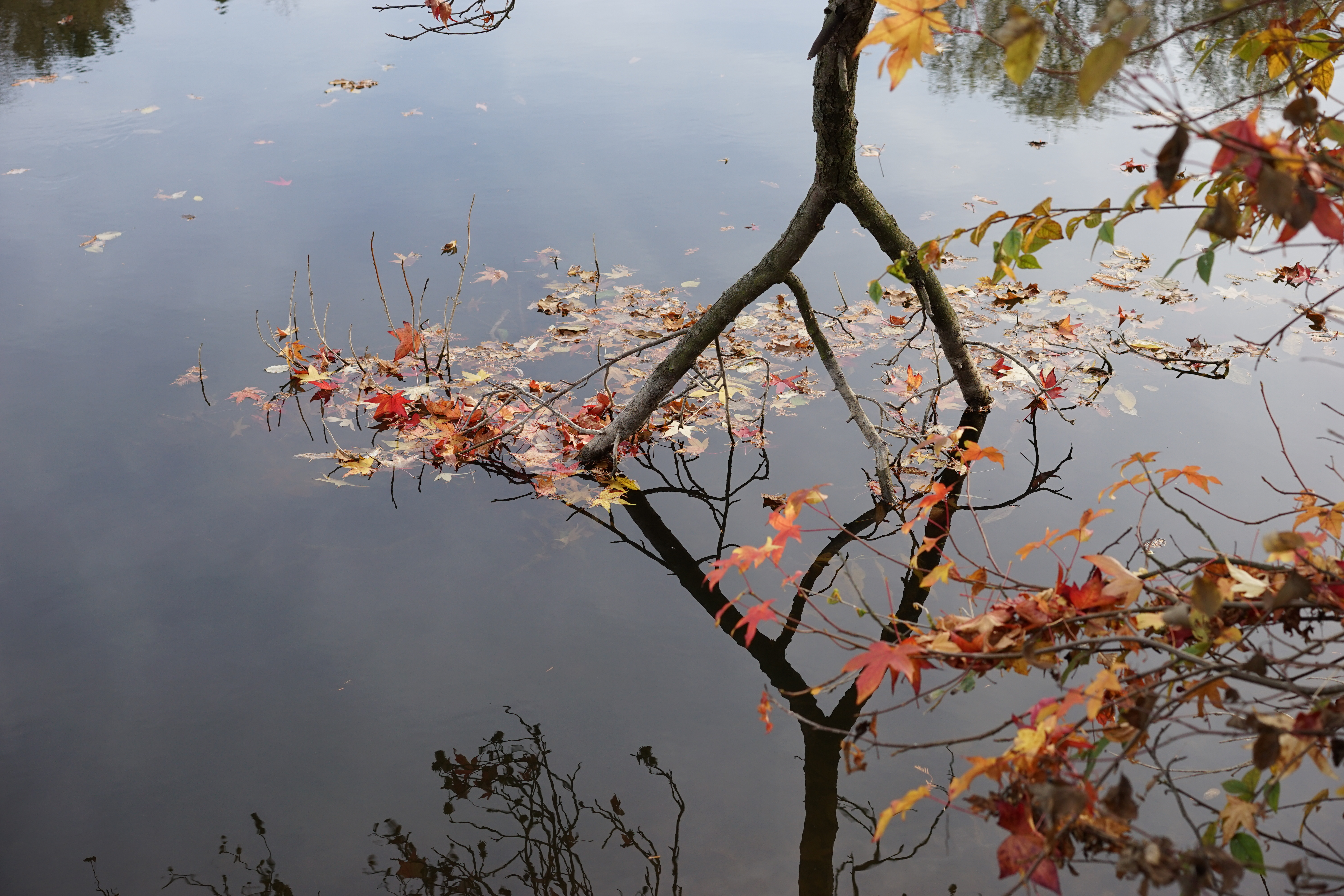
Eichbottsee

Als Naherholungsgebiet dienen die zwei Eichbottseen, die am Fuße des Heuchelbergs liegen. Es gibt in diesem Gebiet auch Biotope sowie ein Arboretum und einen Spielplatz.

### Weinbau

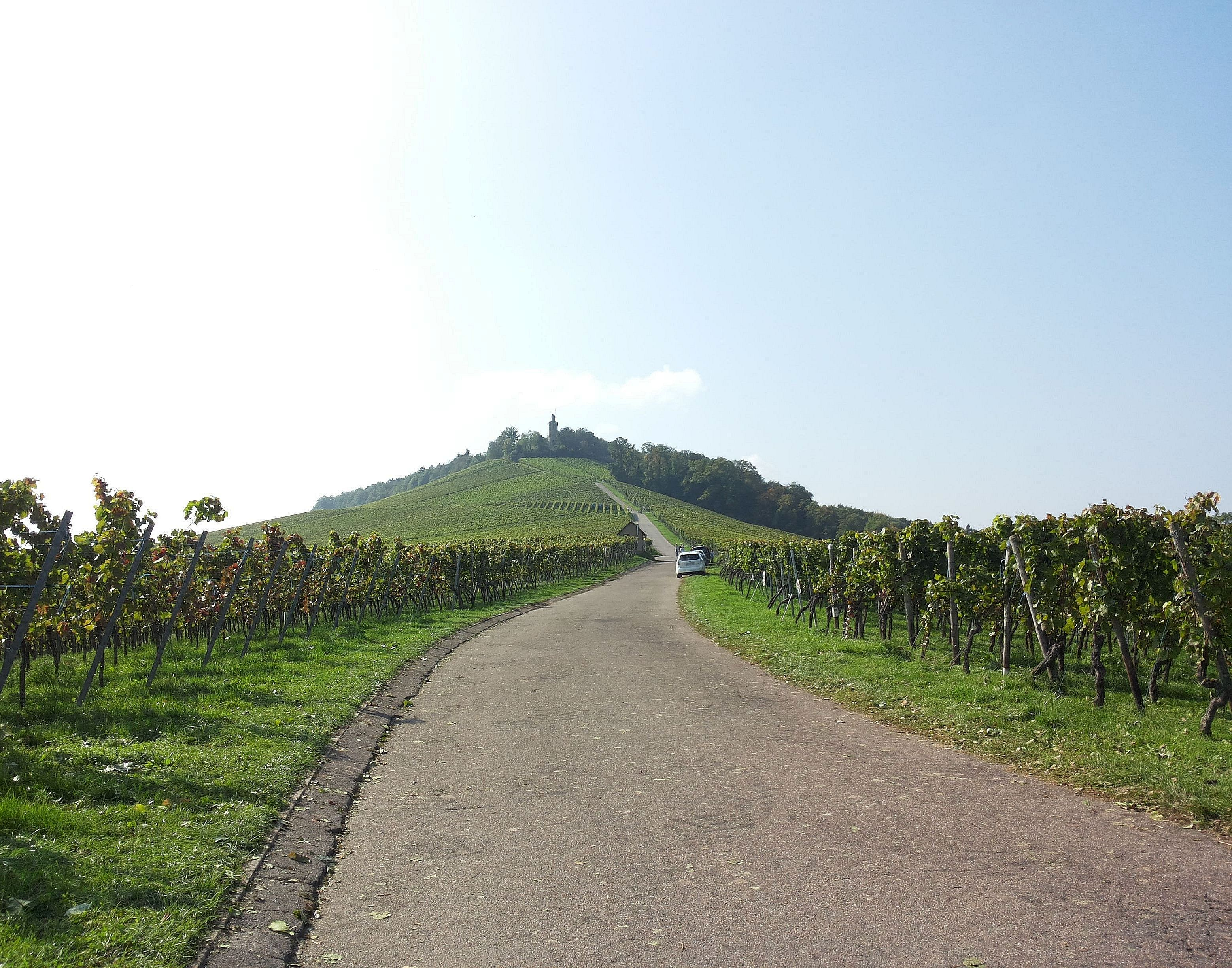
Weinreben am Heuchelberg

In Leingarten wird auf rund 100 Hektar Wein angebaut, davon etwa 60 % Rotwein. Die Hauptlagen befinden sich am Heuchelberg, zu dessen Großlage im Bereich Württembergisch Unterland des Württembergischen Weinbaugebietes sie auch gehören. Der Wein wird von der Heuchelberg-Kellerei e.G. in Schwaigern und von diversen Selbstvermarktern vermarktet.

### Verkehr
Leingarten liegt an der B 293 von Heilbronn nach Karlsruhe und an der Kraichgaubahn (Karlsruhe–Heilbronn), die von der Heilbronner Stadtbahn als S 4 befahren wird. Die Kraichgaubahn verfügt über vier Haltepunkte im Ort. Am Haltepunkt Leingarten hält seit dem 15. Juni 2025 neben der Stadtbahn auch stündlich der Regionalexpress 45.
Durch eine Alltagsroute aus dem Radnetz Baden-Württemberg ist Leingarten mit Heilbronn und in der anderen Richtung über Schwaigern und Gemmingen mit Eppingen verbunden. Der Württemberger Weinradweg führt als Landes-Radfernweg durch das südliche Gemeindegebiet. Er beginnt in Rottenburg am Neckar und führt nach Niederstetten.

### Energieversorgung

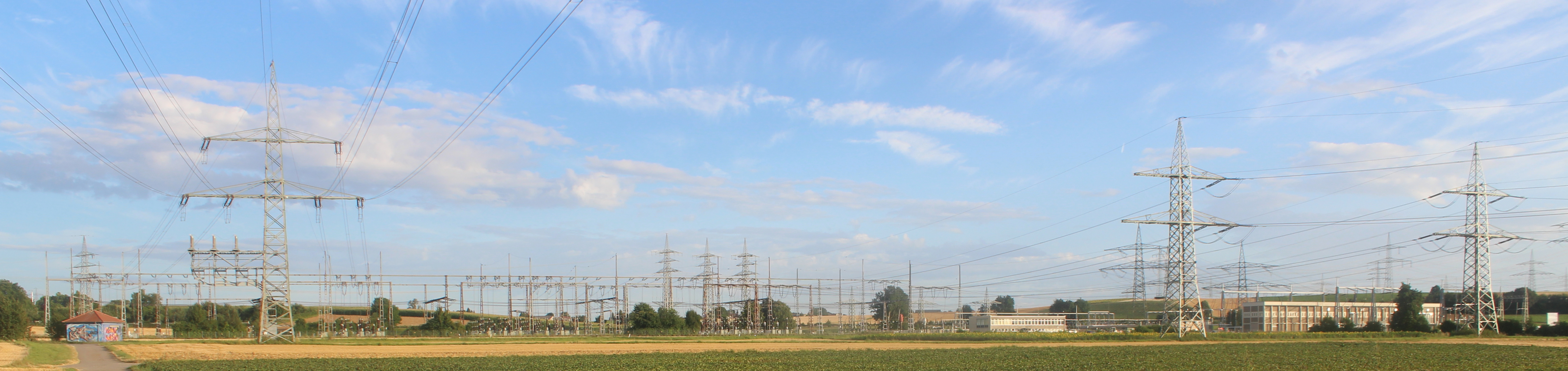
Umspannwerk Leingarten-Großgartach der EnBW

Zwischen Großgartach und Frankenbach (Heilbronn) befinden sich zwei Umspannwerke: Eines für 220 kV und 110 kV der Süwag Energie und eines für 380 kV (mit SF6-Schaltanlage), 220 kV und 110 kV der EnBW AG.

## Persönlichkeiten

### Ehrenbürger
- Hans Sauter (1891–1974), langjähriger Bürgermeister von Großgartach, Ehrenbürger von Großgartach 1956
- Johannes Leipert (1885–1962), langjähriger katholischer Pfarrer in Schluchtern, Ehrenbürger von Schluchtern 1958
- Hermann Eppler (* 1937), langjähriger Bürgermeister von Leingarten (1970–2002), Ehrenbürger von Leingarten 2012

### Söhne und Töchter des Ortes
- Albert Ludewig Grimm (* 19. Juli 1786 in Schluchtern; † 1. Dezember 1872 in Baden-Baden). Schriftsteller und Politiker
- Adolf von Daniel (* 8. September 1816 in Großgartach; † 2. Januar 1893 in Stuttgart), württembergischer Politiker und Oberamtmann.
- Christoph Anton von Wolff (* 17. Januar 1818 in Großgartach; † 20. September 1893 in Stuttgart), württembergischer Politiker und Oberamtmann
- Wilhelm Daniel (* vor 1844 in Großgartach; † nach 1877), erster Herausgeber des Zollern-Alb-Kuriers
- Hermann Lauer (* 26. Dezember 1870 in Schluchtern; † 18. November 1930 in Donaueschingen), Theologe, Journalist und Heimatforscher
- Wilhelm Werner (* 23. April 1874 in Großgartach; † 9. März 1947 ebenda), Automobilrennfahrer
- Wilhelm Troßbach (* 1881 in Großgartach; † 1926), Maler
- Gotthilf Weber (* 14. September 1900 in Großgartach, Württemberg; † 29. Mai 1987 in Stuttgart), evangelischer Pfarrer, Mitglied der Bekennenden Kirche (BK), Helfer für jüdisch Verfolgte und Herausgeber der Zeitschrift „Die Stimme der Gemeinde“
- Walter Veigel (* 1. November 1908 in Großgartach; † 1986), kommunistischer Widerstandskämpfer gegen den Nationalsozialismus, Häftling im KZ Buchenwald, Mitglied der Internationalen Militärischen Organisation (IMO) des Häftlingswiderstandes und Mitarbeiter in den DDR-Ministerien für Außenhandel und Auswärtige Angelegenheiten
- Holger M. Pohl (* 1959 in Großgartach; † 27. Januar 2022), Autor von Phantastik und Kolumnist
- Nina Hirsch (* 1985), württembergische Weinkönigin 2012/2013

### Sonstige mit der Stadt verbundene Personen
- Johann Friedrich Mayer (* 18. Januar 1798 in Lauffen am Neckar; † 22. Januar 1863 in Heilbronn), Schultheiß in Großgartach, Landtagsabgeordneter von 1842 bis 1848
- Wilhelm Herrlinger (* 25. März 1809; † 17. Juli 1849 in Großgartach), Gutsbesitzer in Großgartach, Landtagsabgeordneter 1848 bis 1849
- Heinrich Güldig (* 22. Dezember 1820 in Stuttgart; † 8. Juli 1893 in Großgartach), Verleger, hatte seinen Altersruhesitz in Großgartach und hat der Gemeinde sein Haus und sein Vermögen gestiftet
- Gottlieb Wagner (* 19. März 1838 in Massenbach; † nach 1894), Landwirt und Gemeinderat in Großgartach, Abgeordneter
- Julius Gmelin (* 28. April 1859 in Ludwigsburg; † 29. August 1919 in Großgartach), von 1905 bis 1919 Pfarrer in Großgartach, ließ ein neues Gemeindehaus mit Kindergarten erbauen und 1912–1913 die neue Lorenzkirche
- Richard Herda-Vogel (* 21. April 1900 in Königszelt bei Schweidnitz in Schlesien; † 2. März 1965 in Großgartach), Graphiker und Maler, lebte seit 1945 in Großgartach
- Ortwin Czarnowski (* 21. Juli 1940 in Tempelberg), ehemaliger Radrennfahrer und Lehrer, lebt in Leingarten
- Gudula Achterberg (* 1965 in Kiel), Politikerin (Bündnis 90/Die Grünen), Mitglied des Gemeinderats von Leingarten, Abgeordnete im Landtag von Baden-Württemberg.
- Laura Schaeder (* 1993 in Heilbronn), Tennisspielerin, lebt in Leingarten.